# Bassin minier du Nord-Pas-de-Calais
Pour les articles homonymes, voir Bassin minier du Nord-Pas-de-Calais (homonymie).
Le bassin minier du Nord-Pas-de-Calais est un territoire du nord de la France, dans les départements du Nord et du Pas-de-Calais, marqué économiquement, socialement, paysagèrement, écologiquement et culturellement par l'exploitation intensive, de la fin du XVIIe siècle jusqu'à la fin du XXe siècle, de la houille, datée du Stéphanien, présente dans son sous-sol. Il s'agit de la partie occidentale d'un gisement qui se prolonge au-delà de la frontière franco-belge.
Les affleurements de houille sont découverts dans le Boulonnais vers 1660. Le 3 février 1720, la première veine de houille du bassin minier du Nord-Pas-de-Calais est découverte à la fosse Jeanne Colard, à l'issue d'une campagne de recherche. Le 24 juin 1734, la houille grasse est découverte à la fosse du Pavé à Anzin. Après des procès, la Compagnie des mines d'Anzin est fondée le 19 novembre 1757 et prend rapidement beaucoup d'ampleur. En parallèle, des sociétés de recherche naissent durant tout le XVIIIe siècle. Le début du XIXe siècle est marqué par des avancées technologiques (machine à vapeur et exhaure). Les années 1830 et le début des années 1840 sont marqués par la révolution industrielle, les nouvelles industries ont un besoin énorme en charbon, ce qui crée dans le Nord une période de cherté des houilles, et la création d'un grand nombre de sociétés de recherches. Dès lors, le bassin minier se développe de manière exponentielle. Les ouvertures de fosses se succèdent, les terrils prennent de la hauteur et les corons apparaissent. Cette progression se déroule durant toute la seconde moitié du XIXe siècle et dans les années 1900. L'année 1906 est marquée par la catastrophe de Courrières qui a eu lieu le 10 mars et a tué 1 099 personnes. De longues grèves s'en sont ensuivies, et la sécurité dans les mines a été améliorée.
Le bassin minier est touché de plein fouet par la Première Guerre mondiale et la reconstruction dure jusqu'au milieu des années 1920. Cette période est marquée par l'arrivée des Polonais et des Italiens, bien que d'autres nationalités soient également présentes. Le début des années 1930 est marqué par les effets du Krach de 1929. Pendant la Seconde Guerre mondiale, le bassin minier se retrouve très vite occupé. Les mineurs résistent alors à l'occupant par un ralentissement de la production et par des sabotages. Plus des deux tiers des mineurs du bassin se mettent en grève en juin 1941.
Face aux graves pénuries d'électricité d'après-guerre, pour faciliter la « bataille du charbon », les compagnies sont nationalisées le 17 mai 1946 avec la création de Charbonnages de France, un vaste programme de modernisation et la concentration de l'extraction, afin de relever la France. La récession commence dès le début des années 1960 et les fosses sont peu à peu fermées. De nombreuses grèves éclatent dans le bassin minier. Le Centre historique minier de Lewarde est ouvert au public en 1984. La dernière gaillette est remontée dans ce second siège à la fosse de service no 9 - 9 bis le 21 décembre 1990.
Si les années 1990 sont marquées par une volonté d'effacer toutes les traces du passé, les années 2000 sont quant à elles marquées par une prise de conscience de l'intérêt du patrimoine bâti et naturel. De nombreux vestiges sont classés ou inscrits aux monuments historiques en 2009 et 2010. Le samedi 30 juin 2012, 353 éléments répartis sur 109 sites sont inscrits au patrimoine mondial de l'Unesco.

## Localisation
Le bassin minier s'étend sur 1 200 km2 dans les départements du Nord et du Pas-de-Calais, soit 9,5 % de la superficie de l'ancienne région française du Nord-Pas-de-Calais (aujourd'hui, partie des Hauts-de-France). Il accueille 1,2 million d'habitants à la fin des années 1980, soit 31 % de la population régionale. Cent mille kilomètres de galeries, soit plus de deux fois le tour de la Terre,, et huit cent quatre-vingt-cinq puits environ ont été creusés en trois cents ans d'histoire.
Les gisements houillers les plus proches sont le bassin houiller du Boulonnais à l'ouest (parfois associé), le bassin houiller Belge au nord-est (continuité), le bassin houiller lorrain et sarrois au sud-est ainsi que les bassins houillers de Littry et de Le Plessis-Lastelle au sud-ouest.

Étendue du gisement houiller dans le Nord-Pas-de-Calais. Implanté sur ce qui était autrefois une vaste plaine agricole, il prend la forme d'un croissant de 120 km et de 4 km de large, ouvert vers le nord-est.

## Géologie

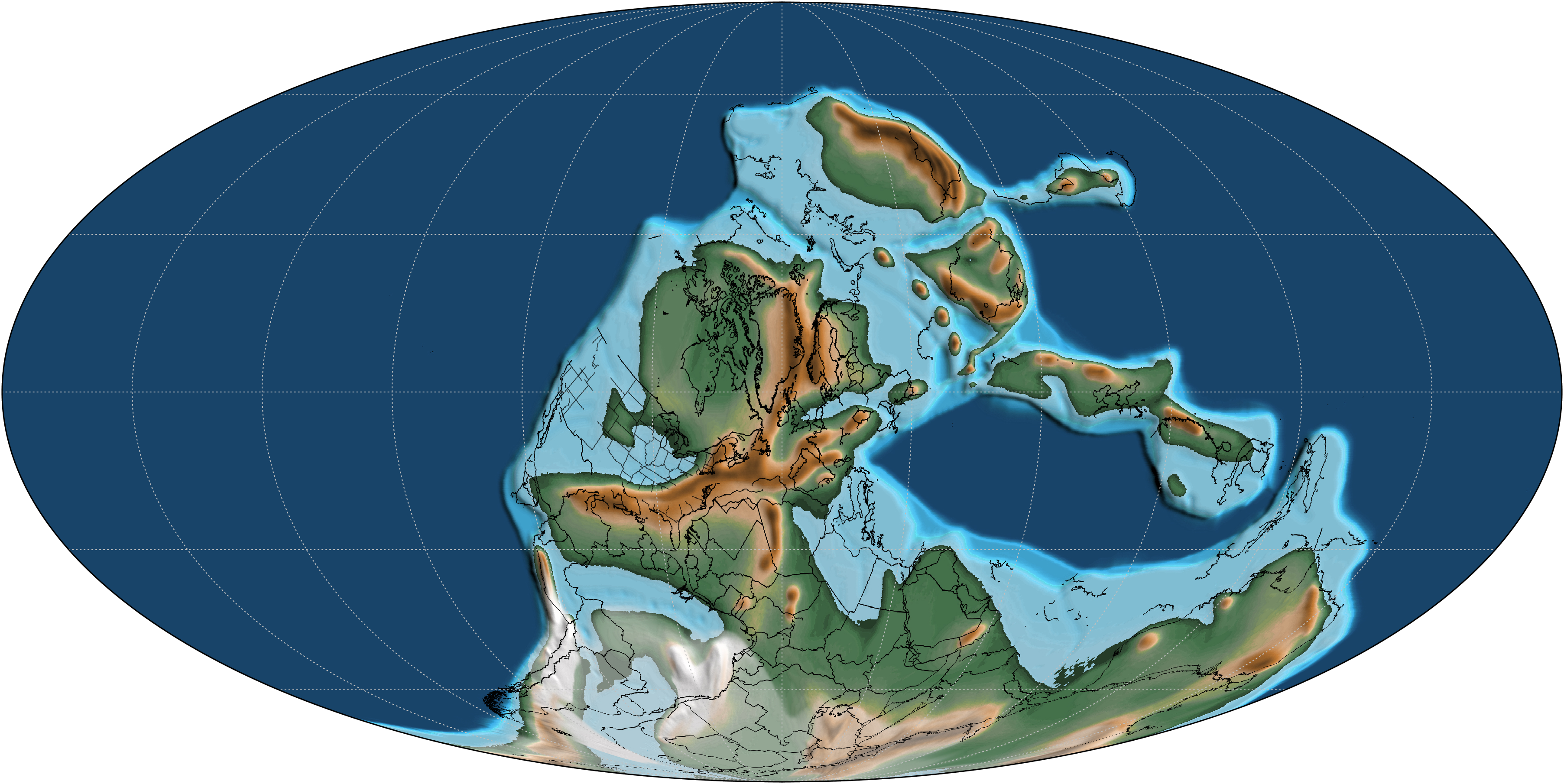
Reconstruction paléogéographique de la Terre il y a 330 Ma. Le bassin minier du Nord-Pas-de-Calais, d'origine paralique, se situe en bord de mer au Carbonifère.

Il s'agit de la partie occidentale d'un gisement qui se prolonge au-delà de la frontière franco-belge le long de la Sambre et affleure dans le Borinage. Ce bassin forme l'extrémité occidentale du bassin charbonnier européen continental (le Sillon Sambre-et-Meuse et surtout la Ruhr constituant les autres piliers charbonnier de cette zone). Plus généralement, il fait partie des provinces houillères de la chaîne hercynienne (avec les bassins houillers des Appalaches, d'Angleterre, de Silésie et de Donetz).
Au Carbonifère, cette région située au niveau de l'équateur est recouverte par une mer, favorisant la sédimentation marine qui s'accompagne d'une activité volcanique. C'est à la fin de cette période, au Stéphanien, daté entre -307 et -299 millions d'années, que le bassin houiller commence sa formation avec des sédiments fluvio-lacustres en climat tropical humide. L'accumulation de débris végétaux provenant des forêts luxuriantes (proches des mangroves actuelles) conduit à la superposition de séquences appelées cyclothèmes (cycles de transgression/régression, séparés par des discontinuités et au sein desquels se développent des veines de charbon coupées de schiste). Dans le Nord–Pas-de-Calais, ces cycles se sont répétés de très nombreuses fois, ce qui explique la formation de nombreuses veines (près de 400 couches), exploitables ou non, qui ont atteint au cumulé 45 m de houille pour une épaisseur totale de 2 000 m de roches sédimentaire.
Dans le but d'affiner les études du potentiel géothermique du bassin, Aurore Laurent a produit un modèle 3D du bassin houiller et de son substratum dévonien – carbonifère inférieur (thèse validée en décembre 2021).

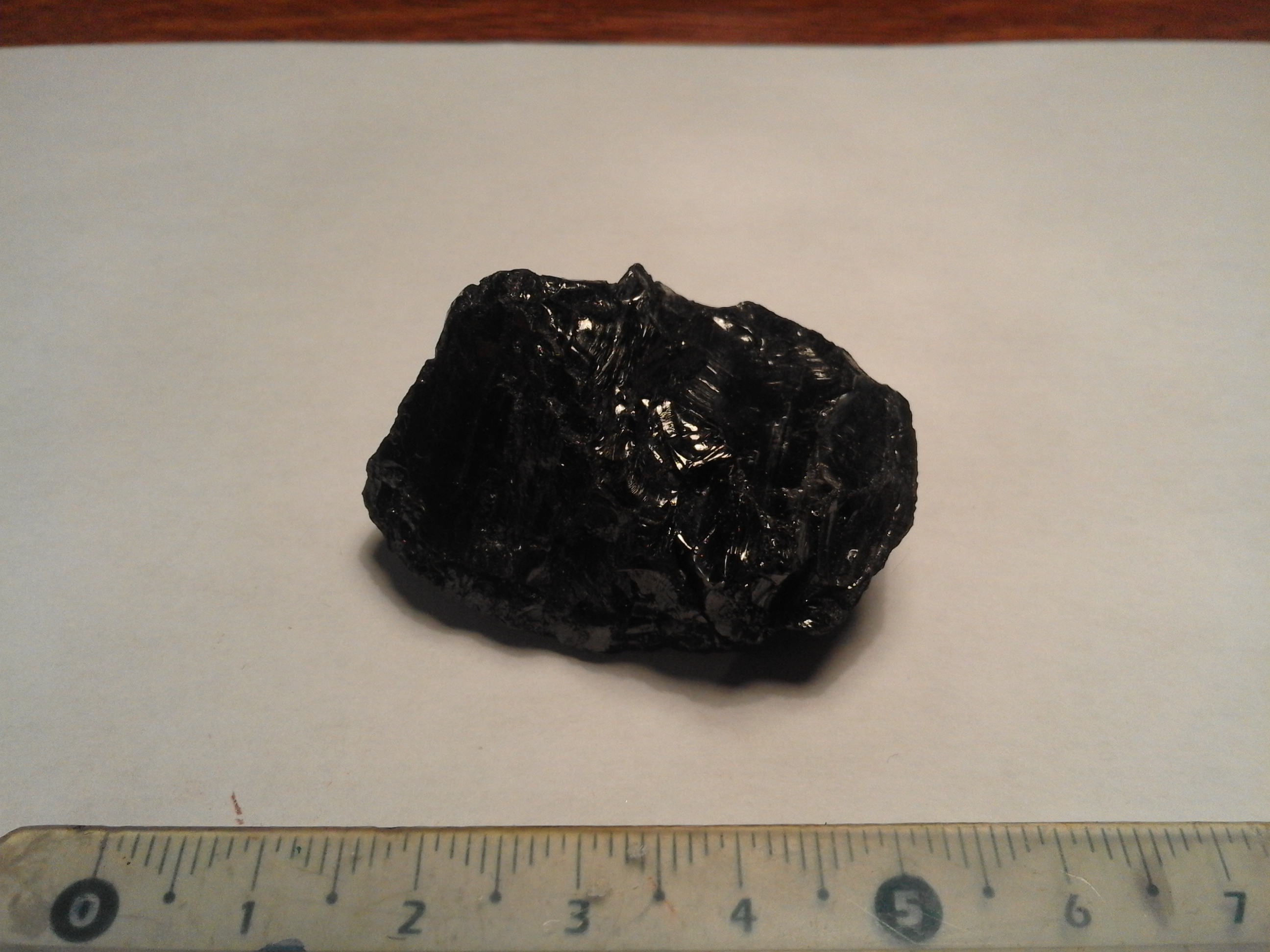
Houille d'Anzin.
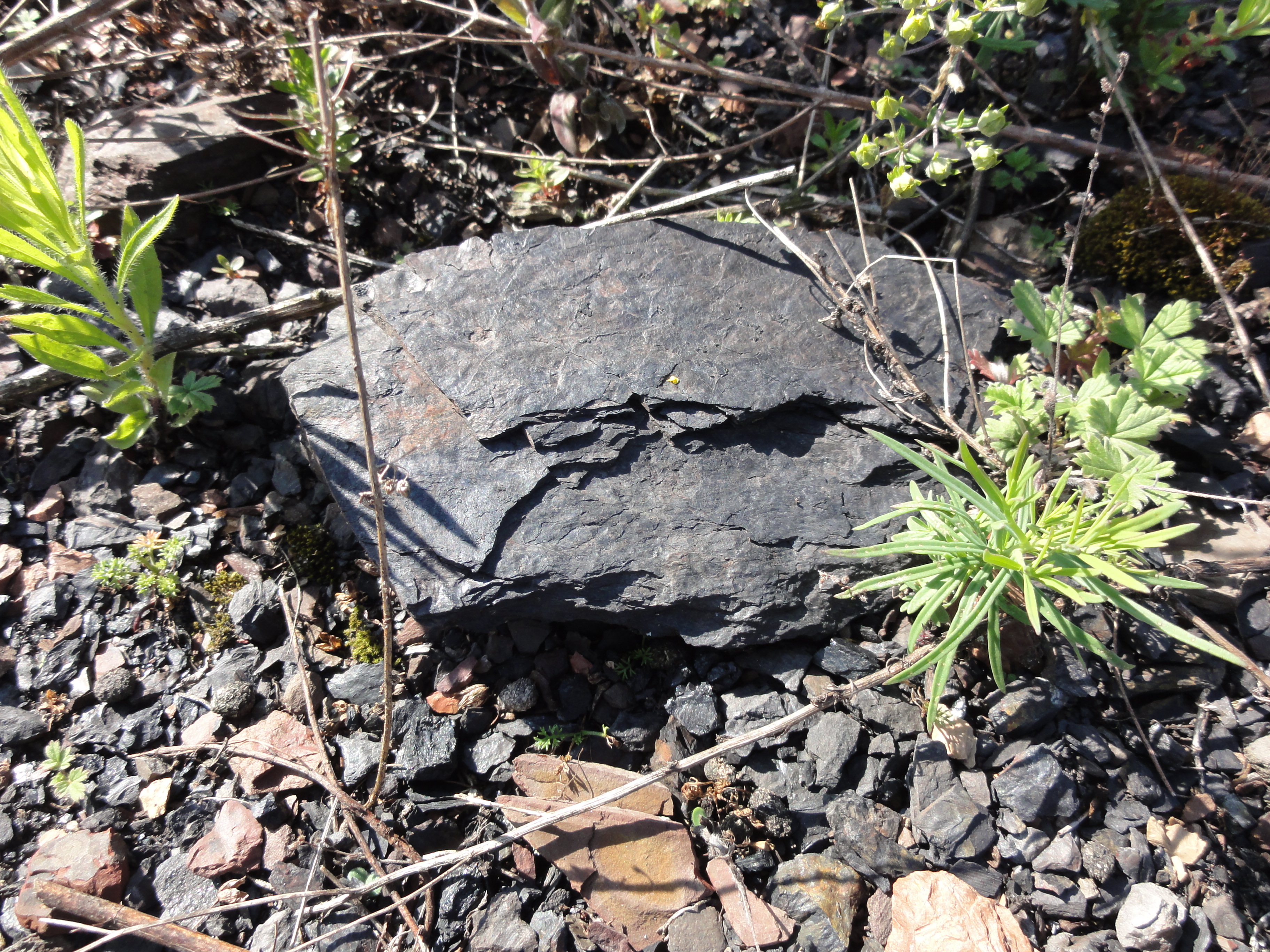
Schiste houiller du terril Saint Mark Nord (Escaudain).

## Histoire

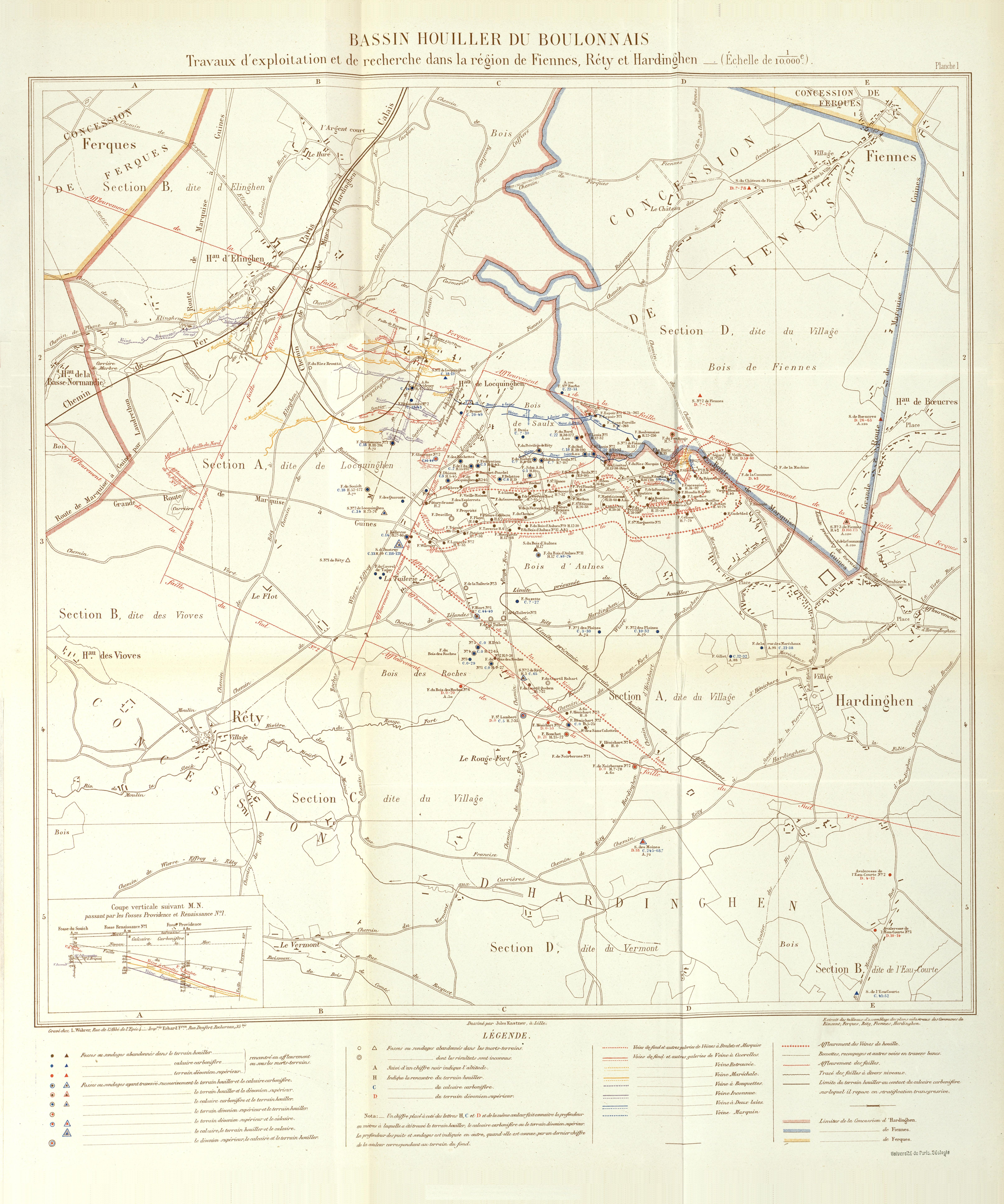
Carte des puits du Boulonnais en 1904, d'après Albert Olry.

### Découverte et débuts de l'exploitation
Les premiers affleurements de houille ont été découverts dans le Boulonnais vers 1660, la première fosse datée est celle du Cavrel de Tagny, commencée en 1692, et abandonnée l'année suivante. Dès lors, une multitude de petites fosses relativement éphémères sont ouvertes sur ce bassin du Boulonnais, étendu de quelques kilomètres carrés seulement, elles se comptent sur les doigts de la main au XVIIe siècle. La houille a donc été premièrement exploitée dans l'actuel département du Pas-de-Calais. C'est à la fin des années 1710 que des recherches de houille débutent dans l'actuel département du Nord : en 1716, Nicolas Desaubois s'associe avec Jean-Jacques Desandrouin et son frère Jean-Pierre Desandrouin, Jacques Richard et Pierre Taffin. Ils ouvrent sans succès quelques fosses rapidement inondées, avant qu'une veine de houille d'environ quatre pieds d'épaisseur ne soit atteinte à la fosse Jeanne Colard le 3 février 1720, cette fosse est elle-même inondée à la fin de l'année, et n'a pas pu être réparée, mais il est désormais acquis qu'il y a du charbon à Fresnes-sur-Escaut. Les ouvertures de puits se succèdent, mais le succès n'est présent qu'à partir du 24 juin 1734, date à laquelle la houille grasse est découverte à la fosse du Pavé à Anzin. Des procès se déroulent ensuite quant à la distribution des richesses, mais Emmanuel de Croÿ-Solre parvient à faire s'associer les différentes personnes le 19 novembre 1757, pour fonder la Compagnie des mines d'Anzin. Cette compagnie prend rapidement beaucoup d'ampleur. En parallèle, des sociétés de recherche naissent durant tout le XVIIIe siècle, mais les travaux les plus notables sont effectués par la Compagnie des mines d'Aniche, qui découvre la houille dans cette commune dans la nuit du 11 au 12 septembre 1778, à la fosse Sainte-Catherine - Saint-Mathias.

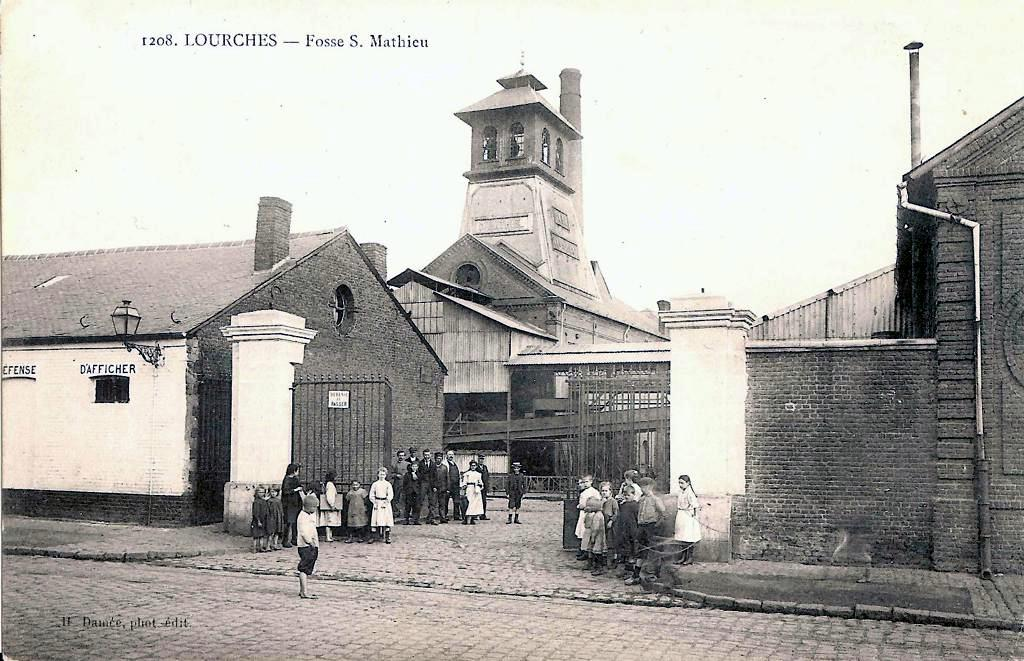
La Fosse Saint-Mathieu.

### Développement industriel
Le début du XIXe siècle est surtout marqué par des avancées technologiques, dont la machine à vapeur, qui permet de faciliter l'extraction. Des progrès sont également réalisés dans l'épuisement des eaux. La Compagnie des mines d'Anzin découvre à la fin des années 1820 un gisement à Denain. Les années 1830 et le début des années 1840 sont marqués par la révolution industrielle, les nouvelles industries ont un besoin énorme en charbon, ce qui crée dans le Nord une période de cherté des houilles, et la création d'un grand nombre de sociétés de recherches qui effectuent des sondages, voire des puits, à l'extérieur des concessions déjà attribuées, à la suite du succès de la Compagnie des mines de Douchy à Lourches, qui après avoir ouvert la fosse Saint-Mathieu et d'autres fosses, s'est retrouvée en quelques années déjà bénéficiaire. Parmi toutes ces petites sociétés, la quasi-intégralité d'entre elles a disparu, mais d'autres se sont développées, à l'instar de la Compagnie des mines de Vicoigne, de la Compagnie des mines de Thivencelle et de la Compagnie des mines d'Azincourt. Des actionnaires se sont rendus maîtres de la Compagnie des mines d'Aniche en janvier 1839, ils entreprennent plusieurs sondages, dont un à Somain révèle la présence de houille. Ils commencent alors immédiatement la fosse La Renaissance qui extrait avec succès en 1841. Cette fosse permet à la compagnie d'ouvrir d'autres fosses et de se développer considérablement jusqu'à devenir une des principales compagnies françaises.
Ces recherches ont également été menées vers le Pas-de-Calais. En 1841, Henriette de Clercq fait forer un puits artésien dans le parc de son château à Oignies, celui-ci est poussé plus profondément que prévu, et démontre ainsi la présence de houille, toutefois, les résultats restent confidentiels durant quelques années. Elle s'associe alors avec Louis-Georges Mulot, et fonde une société qui devient la Compagnie des mines de Dourges. D'autre part, Eugène Soyez effectue un sondage au hameau de l'Escarpelle, à Roost-Warendin, le 13 juin 1846, et y découvre la houille. Une première fosse est alors commencée en 1847 près de la Scarpe et mise en service trois ans plus tard. Très rapidement, d'autres sociétés se mettent à faire des sondages, et un certain nombre commencent également à foncer des puits. C'est ainsi qu'au début des années 1850 naissent les compagnies minières de Courrières, Lens, Béthune, Nœux, Bruay, Marles, Ferfay, Auchy-au-Bois et Fléchinelle. Ces compagnies se voient attribuer des concessions établies en bandes parallèles sur un axe nord-sud. À partir de la seconde moitié des années 1850, des sociétés viennent s'établir au nord et au sud de ces concessions, non sans quelques procès. Il s'agit des compagnies minières d'Ostricourt, Carvin, Meurchin, Douvrin, Liévin, Vendin, Cauchy-à-la-Tour…
Dès lors, le bassin minier se développe de manière exponentielle. L'exploitation du bassin du Pas-de-Calais en 1847 dope la production qui passe de 23 000 tonnes en 1851 à 81 200 en 1860. Cette année-là, l'extraction dans la région correspond à un quart de l'extraction nationale. Cette proportion passe à 44 % en 1880. Les ouvertures de fosses se succèdent, les terrils prennent de la hauteur. C'est également à cette période que les cités minières et les corons apparaissent, afin de loger un nombre toujours plus important d'ouvriers. Cette progression se déroule durant toute la seconde moitié du XIXe siècle et dans les années 1900. Quelques compagnies, Drocourt, Marly, Flines… apparaissent durant cette période. Cependant, propriété de familles lilloises, les gisements du bassin minier offrent de telles performances en Bourse de Lille que la recherche de plus-values l'emporte rapidement sur l'effort d'investissement. La Compagnie d'Anzin, 1re entreprise d'Europe (4 000 salariés) des années 1780, ne s'efface que très tard devant celles de Lens, Courrières, Vicoigne et Béthune.
L'année 1906 est marquée par la catastrophe de Courrières qui a eu lieu le 10 mars et a tué 1 099 personnes. De longues grèves ont suivi, et la sécurité dans les mines a été améliorée.

### Première Guerre mondiale, puis reconstruction

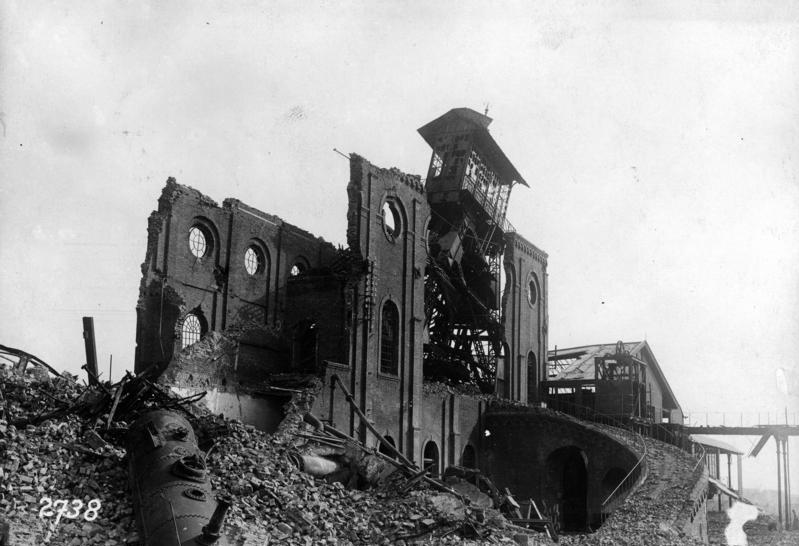
Les ruines de la fosse n° 4 des mines de Lens.

Le bassin minier est touché de plein fouet par la Première Guerre mondiale : tout ce qui se trouve dans les environs de Lens et à l'est est littéralement rayé de la carte. De nombreuses batailles ont eu lieu dans le bassin minier, car le charbon est une ressource cruciale.
La reconstruction dure jusqu'au milieu des années 1920. Les fosses et les cités sont reconstruites selon une architecture propre à chaque compagnie. Cette période est marquée par l'arrivée des Polonais et des Italiens, bien que d'autres nationalités soient également présentes. Le début des années 1930 est marqué par les effets du Krach de 1929, un certain ralentissement économique, et l'arrivée du Front populaire au pouvoir en 1936.

### Seconde Guerre mondiale
Pendant la Seconde Guerre mondiale le bassin minier se retrouve occupé. Les mineurs résistent alors à l'occupant, que ce soit par un ralentissement de la production ou par des sabotages réguliers.
Plus de 400 sont arrêtés et 270 envoyés par un train en en camp de concentration, à la suite de la grève des 100 000 mineurs de mai-juin 1941, qui touche la totalité des puits de mine de la région.
C'est la plus grande grève dans l'Europe occupée et la plus longue, qui a duré du 27 mai au 10 juin 1941. C'est aussi l'un des premiers actes de résistance collective à l'occupation nazie en France et de loin le plus important par le nombre de participants.

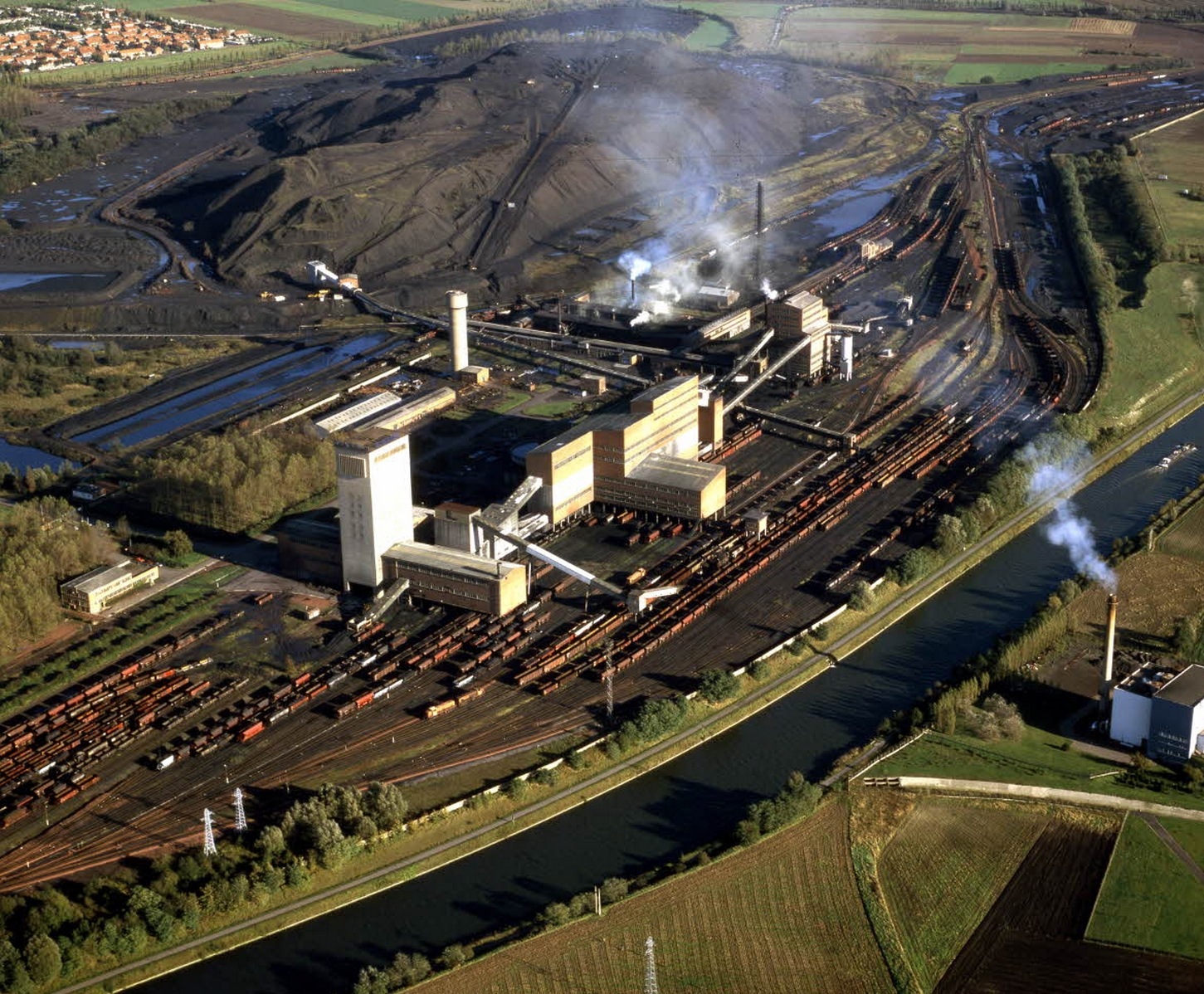
La fosse n° 10 du Groupe d'Oignies, ouverte en 1961 est un exemple de la concentration de l'extraction.

### Nationalisation, modernisation puis déclin
Après le retrait de l'occupant, les compagnies sont nationalisées en 1944. Le 17 mai 1946, c'est la création de Charbonnages de France, dont dépendent les Houillères du bassin du Nord et du Pas-de-Calais, qui lancent un vaste programme de construction et de modernisation de logements et de mines, jusqu'à la fin des années 1950. L'extraction est alors regroupée et des fosses spécialement dédiées à l'aérage.
La bataille du charbon dure trois ans, afin de remédier à de graves pénuries d'énergie qui génèrent de fréquentes coupures d'électricité. La production charbonnière augmente de 20% et l'emploi minier atteint son niveau le plus haut historique : 340 000 mineurs dans toute la France, ce qui permet de mettre fin à ces coupures de courant et d'organiser la reconstruction de la France après la guerre. Un « statut du mineur » (santé, retraite, sécurité, emploi garanti) vient s'ajouter à une revalorisation du salaire et du rationnement, au moment où le reste du pays subit les émeutes de la faim d'après-guerre. Mais des promesses sont trahies. Les mineurs du bassin sont parmi les derniers à rejoindre les grèves de 1947 en France mais la grève des mineurs de 1948, adoptée par un référendum, est très suivie.
La récession commence dès le début des années 1960, avec l'adoption du plan Jeanneney. Les fosses les moins rentables sont peu à peu fermées, ou arrêtées à l'extraction et concentrées sur d'autres sièges. Les mineurs comprennent vite qu'ils vont se retrouver au chômage. La grève des mineurs français de 1963, également très suivie dans le Nord-Pas-de-Calais, est un des signes annonciateurs de Mai 68.
Petit à petit, les industries et la plupart des 120 fosses ferment les unes à la suite des autres. De 220 000 salariés aux Houillères en 1947, on est passé à 62 000 en 1972, en passant par la retraite à 50 ans, voire à 45 avec le congé charbonnier, et les reclassements vers les centrales électriques d'Hornaing, la cokerie de Drocourt, Usinor Dunkerque, les grandes usines automobiles qui ouvraient dans la région: Renault à Douai, la FM à Douvrin, grâce aux formations reçues à Billy-Montigny et Oignies comme assembleurs, chaudronniers, soudeurs, ou en Lorraine où les mines ont fermé en 2004, plus tard, ou les chantiers du tunnel sous la Manche et du tunnel du Mont-Blanc… ». Les mineurs ont la réputation de gros travailleurs, aux compétences très techniques, très pointues. Au cours des dernières années, les Houillères manquent même de main-d’œuvre et font venir des travailleurs marocains.
En 1980, il ne reste plus que huit sièges de concentration (accompagnés d'une multitude de fosses de service et/ou d'aérage) : le 19 de Lens, le 3 de Courrières, le 10 d'Oignies, le 9 de l'Escarpelle, Barrois, Arenberg, Sabatier et Ledoux. Le Centre historique minier de Lewarde est ouvert au public en 1984. En 1990, il ne subsiste plus que le 9 de l'Escarpelle et le 10 d'Oignies. Ces deux sièges ferment à la fin de l'année. La dernière gaillette est remontée dans ce second siège à la fosse de service no 9 - 9 bis le 21 décembre 1990. À peu d'exceptions près, les installations de surface sont systématiquement détruites, ainsi que de nombreuses cités. Un grand nombre de terrils a déjà été exploité depuis 1969.

Logo officiel de l'inscription.

Si les années 1990 sont marquées par une volonté d'effacer toutes les traces du passé, les années 2000 sont quant à elles marquées par une prise de conscience sur l'intérêt du patrimoine bâti et naturel. De 2003 à 2012, Bassin Minier Uni, la Mission Bassin Minier et La Chaîne des Terrils élaborent un dossier en vue de classer le bassin minier du Nord-Pas-de-Calais au patrimoine mondial de l'Unesco. Ce dossier est examiné du 24 juin au 6 juillet 2012 à Saint-Pétersbourg (en Russie). En ce sens, de nombreux vestiges avaient été classés ou inscrits aux monuments historiques en 2009 et 2010. Le samedi 30 juin 2012, 353 éléments répartis sur 109 sites sont inscrits au patrimoine mondial de l'humanité par l'Unesco.

## Implication des mines

### Corons et cités

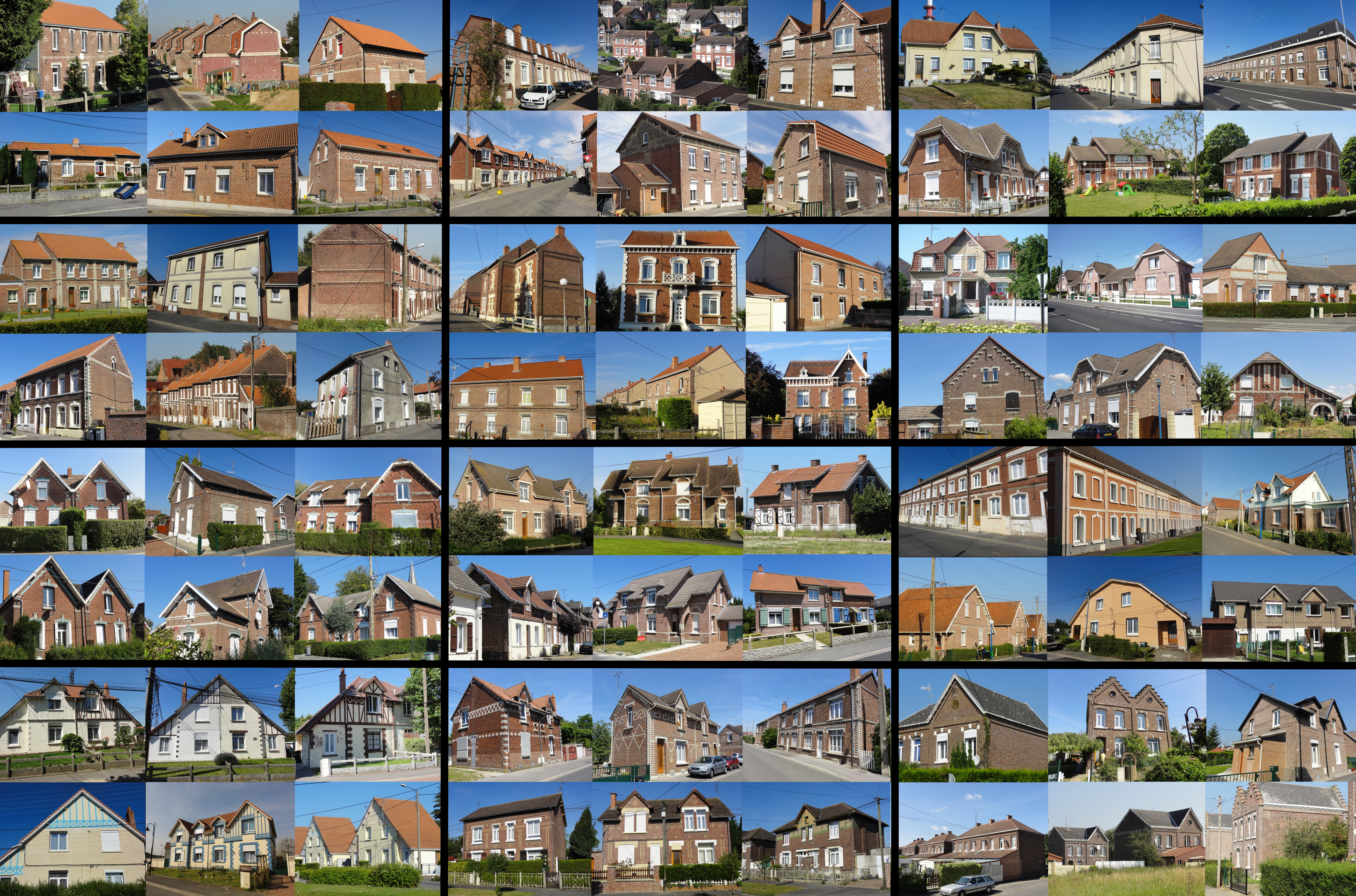
Exemples de six modèles d'habitations bâtis par les compagnies minières de Marles, Liévin, Lens (au 1er rang), Bruay, La Clarence, Aniche (au 2e rang), Anzin, Béthune, Nœux (au 3e rang), Dourges, Courrières et Crespin (au 4e rang). Le patrimoine est très diversifié.

L'union de plusieurs propriétaires de mines engendre la création de la Compagnie des mines d'Anzin en 1757. Les fonçages des puits sont difficiles à cause des venues d'eau, et pendant plusieurs décennies, la compagnie n'exploite que quelques fosses. La mise en service d'une section de la ligne de Somain à Péruwelz en 1834 accélère le fonçage de nouveaux puits, aidé par une période de forte demande du charbon. À cette époque, seule une quinzaine de fosses extrait. Leur nombre augmente considérablement, et bientôt, les logements présents dans les villages ne suffisent plus.

#### Premiers corons
Les ingénieurs conçoivent alors près des carreaux de fosses des habitations sises le long de la route d'accès ou perpendiculairement à celles-ci. Elles sont de petite taille, de 30  à   50 m2, et généralement groupées par six ou dix. Le plan évolue peu, il comprend une pièce unique au rez-de-chaussée, qui sert de cuisine et de chambre pour les parents, une à trois chambres pour les enfants à l'étage et une cave. Les pignons de ces corons sont aveugles. Chaque habitation possède son jardin, et au fond de celui-ci les toilettes. Le jardin est séparé de la maison par une voyette en schistes. Le long de cette voyette est disposé le puits commun ou la borne-fontaine. Les parcelles des terrains sont longues et étroites, les mineurs y cultivent des jardins potagers. Les habitations ont un style proche de celles qui existent dans les villages, elles sont bâties en briques, de façon rationnelle, et sans ornements.
Certains des premiers corons bâtis étaient ceux de la fosse Tinchon dans le hameau de Saint-Waast-la-Haut à Valenciennes, avant 1820. Ils sont accolés au carreau de la fosse, au sud. Ils décrivent deux barreaux établis sur un axe est-ouest, les jardins sont regroupés au centre, entre les voyettes.

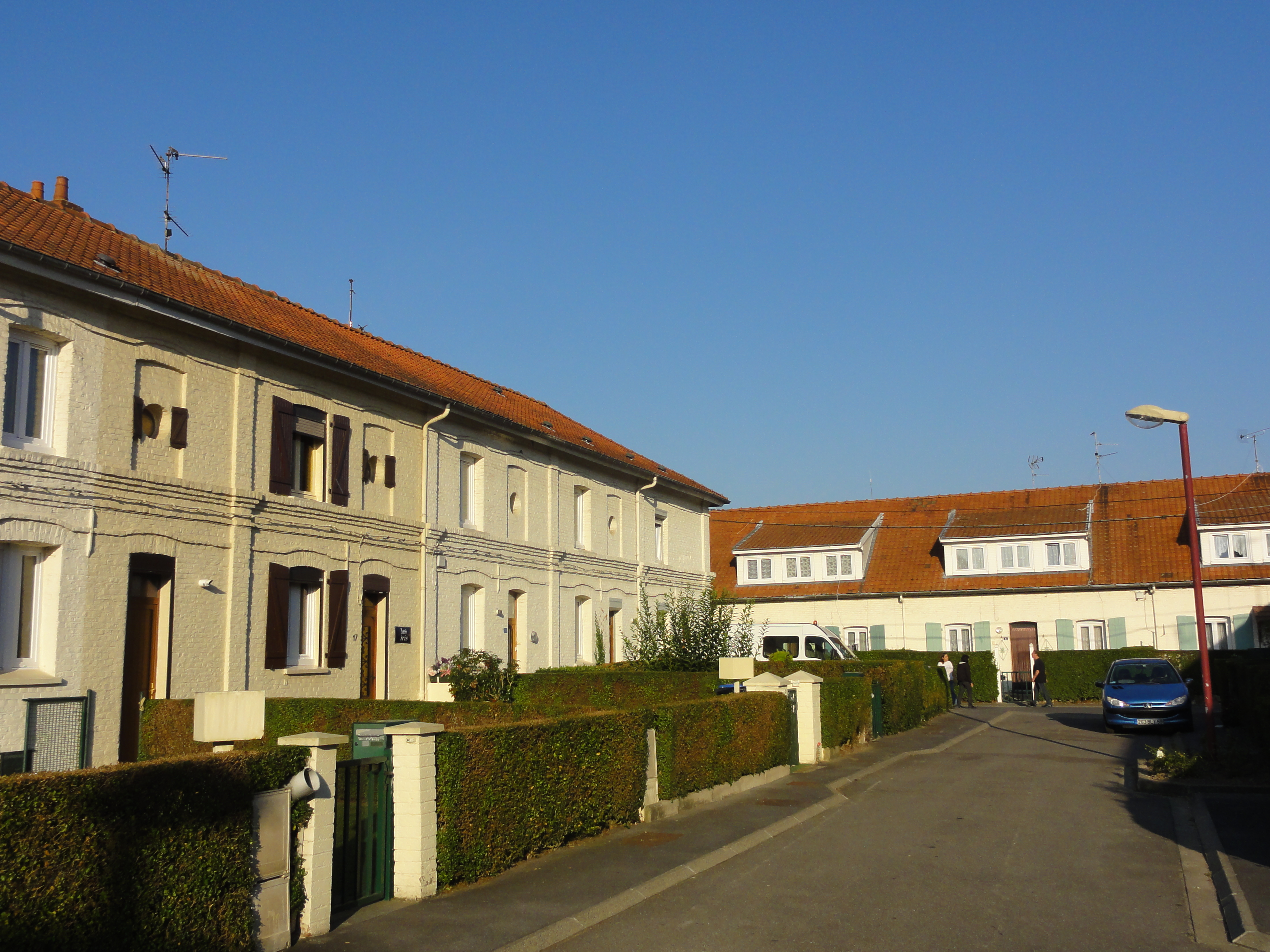
Les corons de la fosse La Sentinelle.

Les plus anciens corons conservés sont ceux de la fosse La Sentinelle à La Sentinelle, ils ont d'ailleurs été inscrits aux monuments historiques le 1er décembre 2009. Au cours de l'année 1825, trente-deux habitations d'ouvriers ont été bâties en deux corps de bâtiments, à l'arrière de la fosse. Quelques années plus tard, d'autres barres ont été ajoutées à la première série de logements, si bien que l'ensemble a fini par compter 88 logements, deux fournils, et huit puits. La Compagnie d'Anzin baptise cette cité « Le nouveau monde », mais elle a été renommée « Coron de l'église » après que la fosse a été transformée en église en 1853. Les habitations à deux niveaux ont été privilégiées, car elles ont une plus grande recherche décorative par rapport aux autres, qui sont d'un style assez commun. Ces corons étendus forment un ensemble bipolaire construit de part et d'autre de la rue centrale du village. L'ensemble situé au sud-ouest, et à l'ouest de l'église Sainte-Barbe, a été détruit vers 1975 afin de laisser de l'espace pour une place publique,.

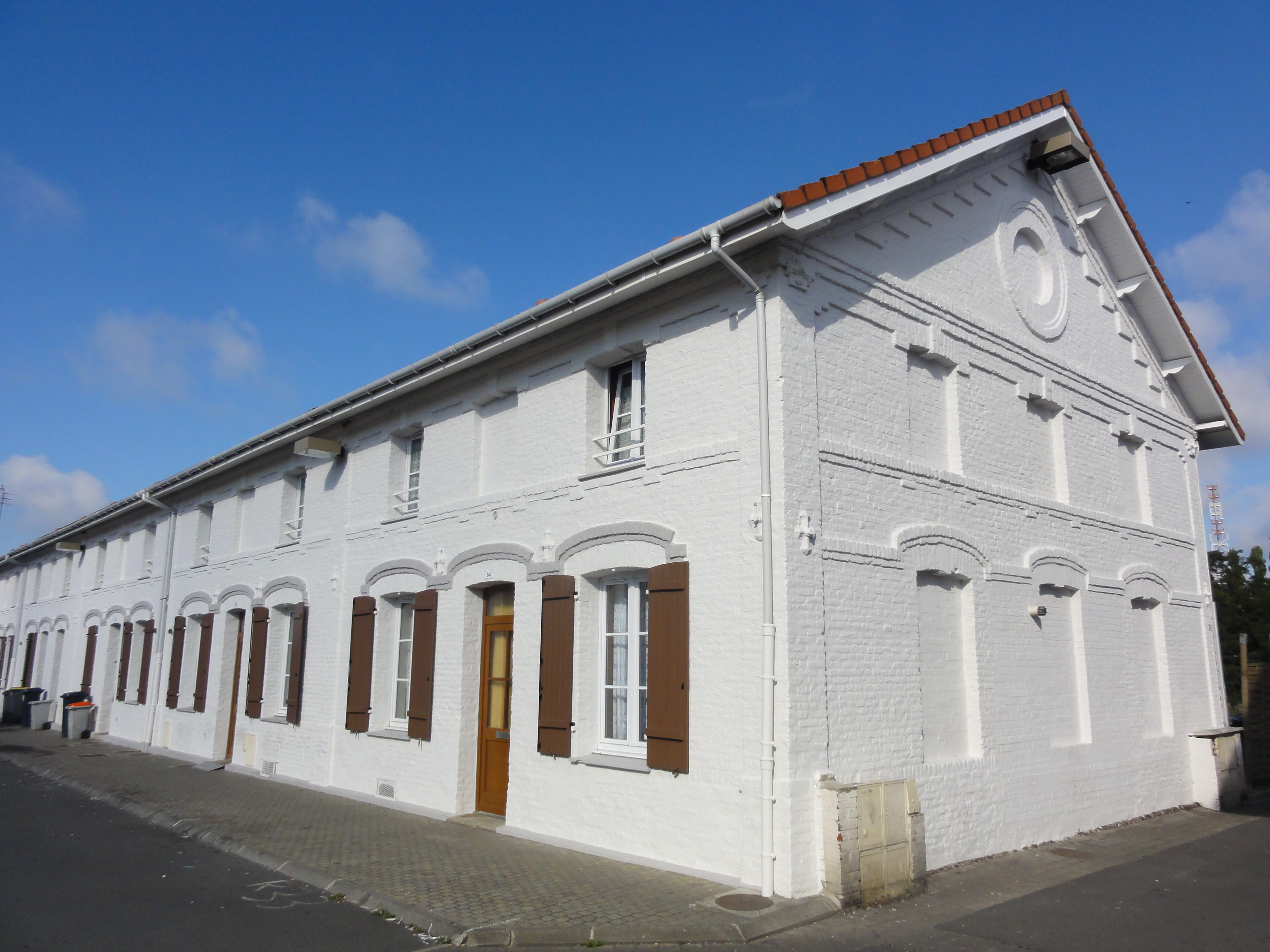
Un des six corons du coron des 120.

La Compagnie d'Anzin présente à l'exposition universelle de 1867 son « coron des 120 », constitué de six barreaux alignés sur plus de 250 mètres, trois étant établis sur Anzin, trois sur Valenciennes. À l'époque, ce type de construction est présenté comme révolutionnaire et moderne. Chacun de ces barreaux est constitué de vingt logements bâtis dos à dos. Les barreaux sont entourés par une voyette, les jardins, les clapiers, les puits et les toilettes sont situés au-delà. Les habitations sont entièrement construites en briques, sur les façades principales, les linteaux des fenêtres sont cintrés et les portes sont soulignées par un ressaut de briques. Des modénatures de briques ornent les façades, les volets sont en bois. Les pignons sont en revanche plus monumentaux : œil-de-bœuf, rouleaux de briques, frontons triangulaires, bandeaux répétitifs en saillie, fausses fenêtres… Ces habitations de type « Alouette » ont une cave, une salle au rez-de-chaussée et une chambre à l'étage. Vu la petite taille de ces logements, deux habitations ont été regroupées en une seule lors des rénovations.
Pendant que l'architecture des corons évolue, la prolongation du bassin minier au-delà de la concession de la Compagnie des mines d'Aniche se poursuit depuis les années 1850. Les nouvelles compagnies doivent elles aussi faire face à un besoin de logements.

#### Barreau ou cité linéaire
Les fosses se développant de plus en plus, les compagnies doivent s'adapter pour loger toujours plus de familles de mineurs. Apparaissent alors les barreaux, également nommés cité linéaire. Les corons sont alors plusieurs, situés de manière parallèle les uns des autres, et bâtis sur une plus grande longueur. Ils peuvent être situés dos à dos, ou le long d'une voyette. Le critère principal de ce plan d'aménagement est la rentabilité de l'occupation des sols, avant même l'ensoleillement et la topographie.
De nombreuses cités de ce genre subsistent encore dans le bassin minier au XXIe siècle. Dans le Pas-de-Calais, à Gosnay, la cité no 17 bis de la fosse no 1 - 1 bis des mines de Bruay (sise à Bruay-la-Buissière), est un exemple parfait de ce qu'est la cité linéaire. Hormis un coron long d'une trentaine de mètres, les autres sont longs de 138, 168, 172 et 172 mètres. Les deux premiers ont une façade sur la rue, quant aux deux autres, dos à dos, ils sont entourés de part et d'autre des façades principales par les jardins. La cité no 16, dépendant de la fosse no 4 - 4 bis - 4 ter des mines de Bruay à Bruay-la-Buissière est également bâtie selon ce principe. Elle a depuis été partiellement détruite, rénovée, et de nouvelles constructions sont venues remplacer les anciennes au début du XXIe siècle,,.
D'autres compagnies ont adopté ce mode de construction, ainsi, à Drocourt, la Compagnie des mines de Drocourt a bâti près de sa fosse no 1 plusieurs corons de ce type, dont deux sont longs d'environ 235 mètres. Il est également possible de retrouver des corons de ce type, longs de plus de cent mètres, dans les cités de la fosse no 3 - 3 bis - 3 ter des mines de Liévin, et tout particulièrement dans certaines cités de la Compagnie des mines de Lens, dont celles des fosses nos 2 - 2 bis, 3 - 3 bis, 12…
Ces longs corons ont été construits en complémentarité avec d'autres types de logements et à la même époque, si bien à la fin du XIXe siècle qu'au début du XXe siècle, et même après la Première Guerre mondiale. Toutefois, la configuration dos à dos disparaît peu à peu au profit de barreaux ayant une façade principale sur la rue, et une façade arrière sur le jardin. Grâce à dix barreaux, le coron de la Plaine près de la fosse n° 1 - 1 bis - 1 ter des mines de Liévin a permis de reconstruire 184 maisons vers 1922,. Au XXIe siècle, un de ces corons est détruit et deux autres sont amputés.
À la fin du XIXe siècle, Alfred de Folville mène une enquête sur « les conditions de l'habitation en France ». Il décrit les maisons des mines comme étant très hygiéniques, car elles sont bâties sur des terrains secs et surélevés, hors des agglomérations, faciles à ventiler, carrelées, et qu'elles possèdent par groupe de sept à dix maisons un puits d'eau potable, un fournil, et les commodités au fond du jardin.

#### Cité pavillonnaire
Au début du XXe siècle, les compagnies ont pour objectif de « casser » le barreau, et de rendre plus agréable les nouveaux logements, elles inventent alors la maison jumelle, il s'agit d'un coron décomposé en séries de deux logements, ayant une façade sur le jardin et l'autre sur la rue, et dont deux maisons jumelles sont toujours très rapprochées, si bien que le terme de coron est conservé, comme le coron de Denain à Haveluy, près de la fosse d'Haveluy des mines d'Anzin. Outre le fait que ces habitations sont plus adaptées aux besoins des mineurs, elles permettent de contrer le danger des affaissements miniers, celui-ci étant de plus en plus fréquent. Le terme de « barreau fractionné » est également employé.
Les rues constituées de ces maisons peuvent également être bordées d'arbres, comme la rue Chateaubriand à Lens, dans les cités de la fosse no 9 des mines de Lens.

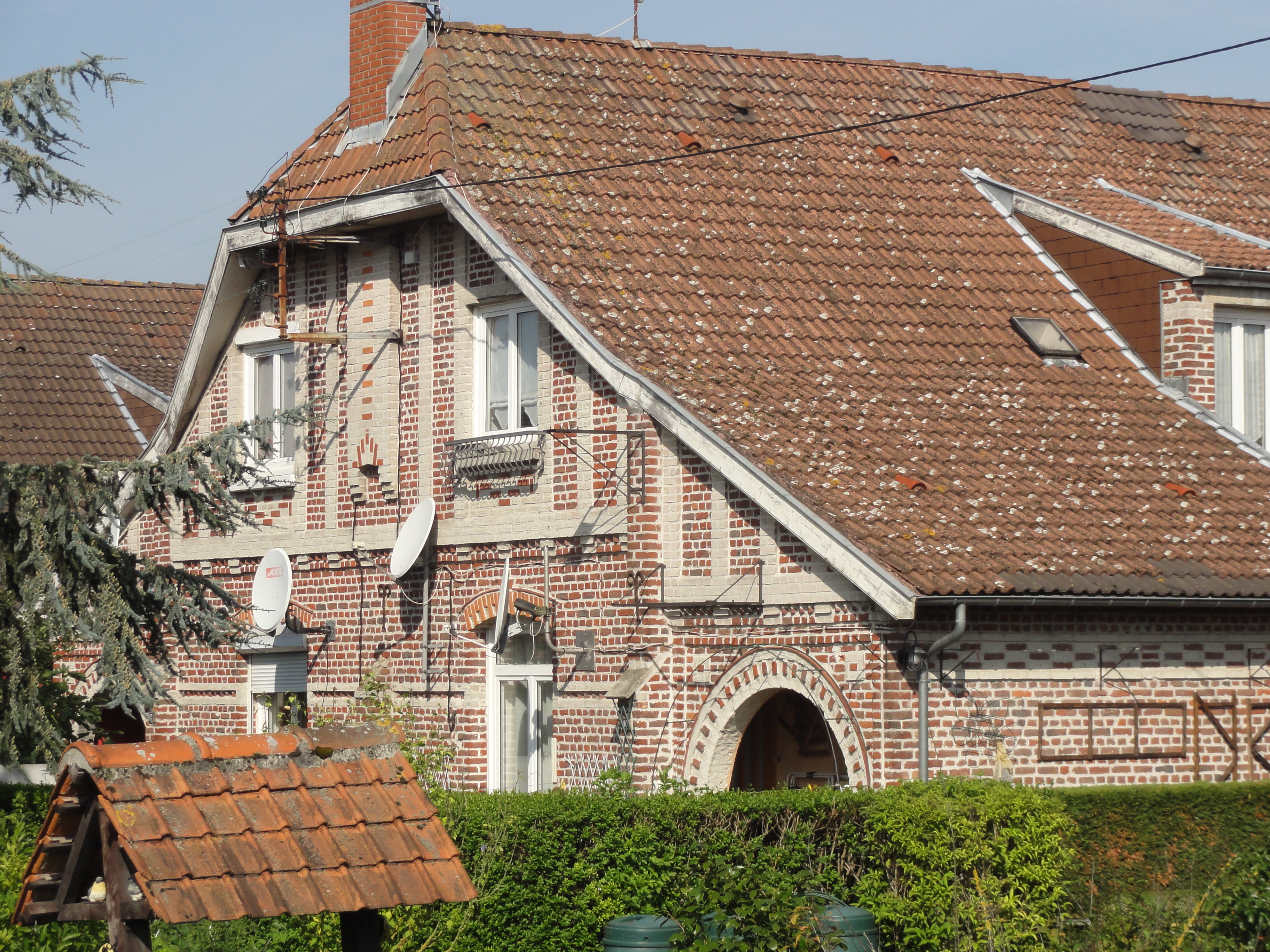
Maison ouvrière de type 4 dans les cités de la fosse De Sessevalle des mines d'Aniche à Somain.

La Compagnie des mines d'Aniche invente un nouveau type de logements identifiable grâce à son proche d'entrée en forme de demi-lune en briques, dénommé maison ouvrière de type 4,. Elle a bâti ces habitations groupées par quatre dans les cités des fosses De Sessevalle, Notre-Dame et Barrois. Les pignons sont situés face à la rue. Lors des rénovations à la fin du XXe siècle, les toitures de ces maisons ont été refaites a minima, si bien que des détails ont été supprimés. Plus généralement, une grande partie des logements de cette compagnie sont regroupés par quatre.
Alors que les parcelles des habitations des corons n'avait une superficie que de deux ares, ces nouvelles maisons ont des parcelles de cinq ares. Les autres compagnies se mettent également à construire des cités pavillonnaires, avec une grande diversité de logements. Ainsi, dans les cités de la fosse Thiers par exemple, la Compagnie des mines d'Anzin bâti des maisons jumelles de toutes sortes. Certaines sont alignées sur la rue, d'autres sont groupées par deux voire par quatre (comme dans les cités de la fosse Arenberg) au centre de plusieurs parcelles,.
De 1905 à 1914 se développent de grandes cités pouvant compter plus de six-cents logements et deux-mille habitants. Elles sont généralement éloignées des centres-villes des communes et possèdent par conséquent une église, une école maternelle, une école de filles et une école de garçons, voire un dispensaire et des maisons d'ingénieurs. Certaines cités comprennent même une consultation des nourrissons, un stade, un dispensaire, une école ménagère.

#### Cité-jardin
En 1898, Ebenezer Howard publie un traité d'architecture et d'urbanisme dénommé Garden-city of tomorrow, l'idée est alors de se rapprocher de la nature, en construisant notamment des routes sinueuses, au milieu de la végétation, suivant un principe proche du jardin à l'anglaise. Benoît Lévy reprend ce concept en 1904, mais avec une différence majeure, il estime que ces cités-jardins ne doivent pas être bâties autour des villes, mais des usines, et que les industriels doivent les financer et les construire eux-mêmes.
Il se tourne alors vers les dirigeants des compagnies minières, et la Compagnie des mines de Dourges bâtit plusieurs cités suivant ce modèle dès 1909, à Hénin-Beaumont. La Compagnie des mines de Béthune construit la Cité des Jardins en 1911 à Grenay.
Le jardin en relation avec l'habitation s'agrandit progressivement jusqu'à atteindre 1 300 m2 au maximum dans les années 1910. Il constitue un avantage en nature pour les ouvriers, un passe-temps mais aussi un moyen de contrôle pour les compagnies minières. Le temps passé à jardiner éloigne des rassemblements syndicaux. Le jardin est aussi un élément structurant des cités minières et participe à la lisibilité architecturale. Il distingue l'espace privé (la maison) et l'espace public.

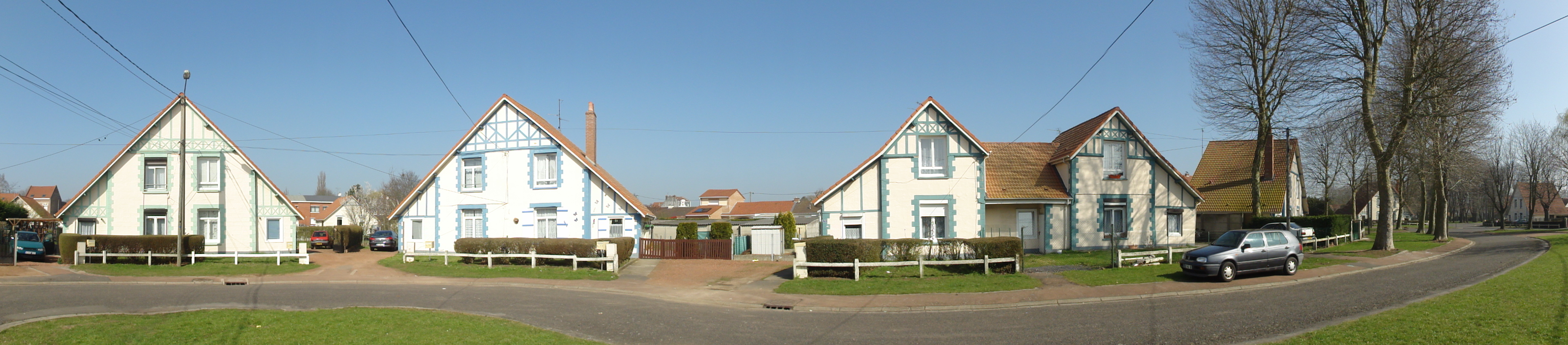
Des cités-jardins ont été bâties pour la fosse no 2 - 2 bis par la Compagnie des mines de Dourges.

#### Première Guerre mondiale et reconstruction

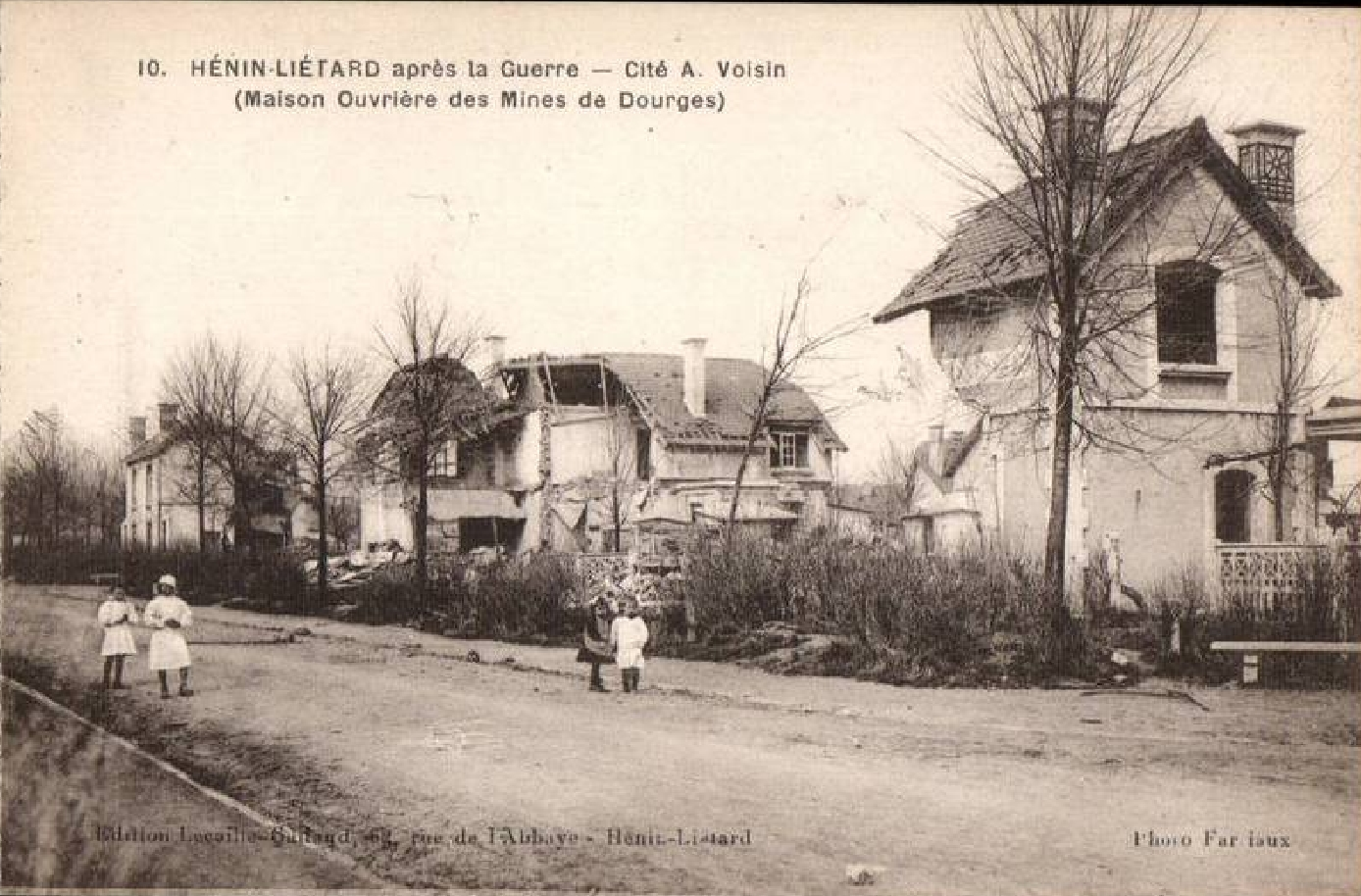
Une rue détruite dans la cité Armand Voisin de la fosse no 3 - 3 bis des mines de Dourges.

Durant la Première Guerre mondiale, au même titre que les carreaux de fosses, les cités sont détruites, en plus des pertes humaines à l'origine de la vague d'immigration des années 1920. Les dommages de guerre permettent aux compagnies de reconstruire la majeure partie des dix-huit mille maisons détruites et des douze mille autres sinistrées. Dans un premier temps, les cités ont été reconstruites à l'identique, comme celle des Alouettes à Bully-les-Mines près de la fosse no 1 - 1 bis - 1 ter des mines de Béthune.
Dans un second temps, les cités sont construites différemment. Celles de la fosse no 1 - 1 bis des mines de Nœux sont radio-concentriques, le tracé des voies représentant un arc de cercle. Les cités de la nouvelle fosse no 8 - 8 bis des mines de Dourges sont très étendues, et ne sont pas accolées à la fosse,.

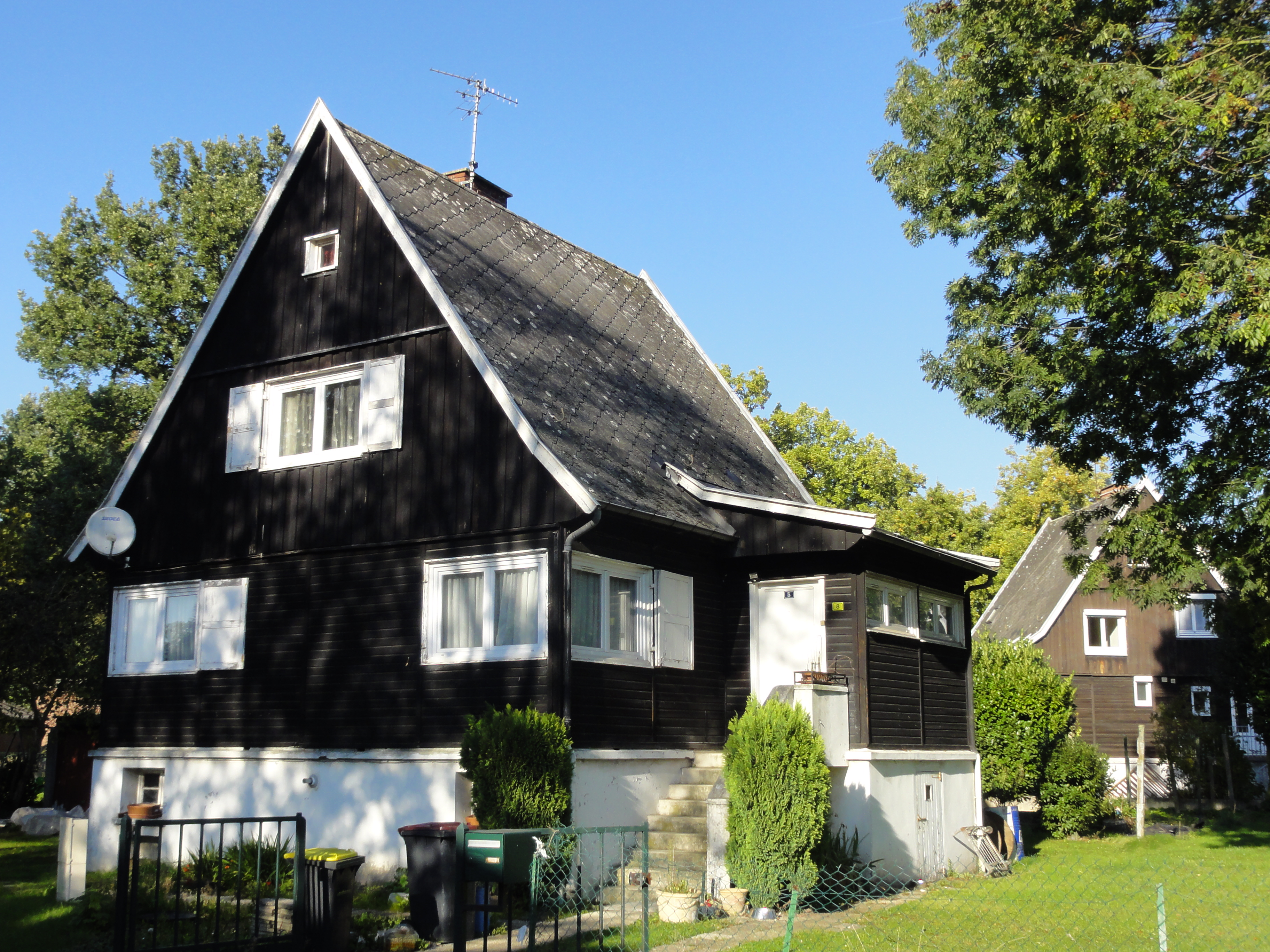
Un chalet, dans les cités de la fosse no 2 des mines d'Ostricourt à Libercourt.

La Compagnie des mines de Dourges innove encore une fois lorsqu'elle construit en 1922 la cité Foch à Hénin-Beaumont, près de la fosse no 2 - 2 bis, à l'ouest de la ligne de Lens à Ostricourt : les logements sont regroupés par deux, trois, voire quatre, et sont construits avec des parpaings de ciment, peints en blanc. Les pignons donnent sur la rue, et des motifs donnent l'impression que des colombages forment la structure de la maison. Le style architectural est alors à l'opposé des constructions traditionnelles en briques. Ce style est alors largement repris par la Compagnie de Dourges pour ses cités. La reconstruction s'achève en 1925.
Quelques fosses ouvrent encore à la fin des années 1920 et dans les années 1930, mais les cités construites pour l'occasion n'offrent pas de réelles nouveautés, si ce n'est de nouveaux modèles d'habitations. Lors de la Seconde Guerre mondiale, les cités ont été très peu touchées. Les dommages de guerre ont été payés sous forme d'indemnités matérielles. Des habitations préfabriquées venues d'Autriche ont été installées dans quelques cités, en complément des autres habitations existantes. Construites en bois et ayant l'air de chalets, elles sont posées sur des fondations et un socle maçonné. Les façades sont faites de planches, et la toiture consiste en un grand toit à deux versants débordants. Il est notamment possible d'en trouver dans les cités de la fosse no 2 des mines d'Ostricourt à Libercourt.

#### Cités post-Nationalisation

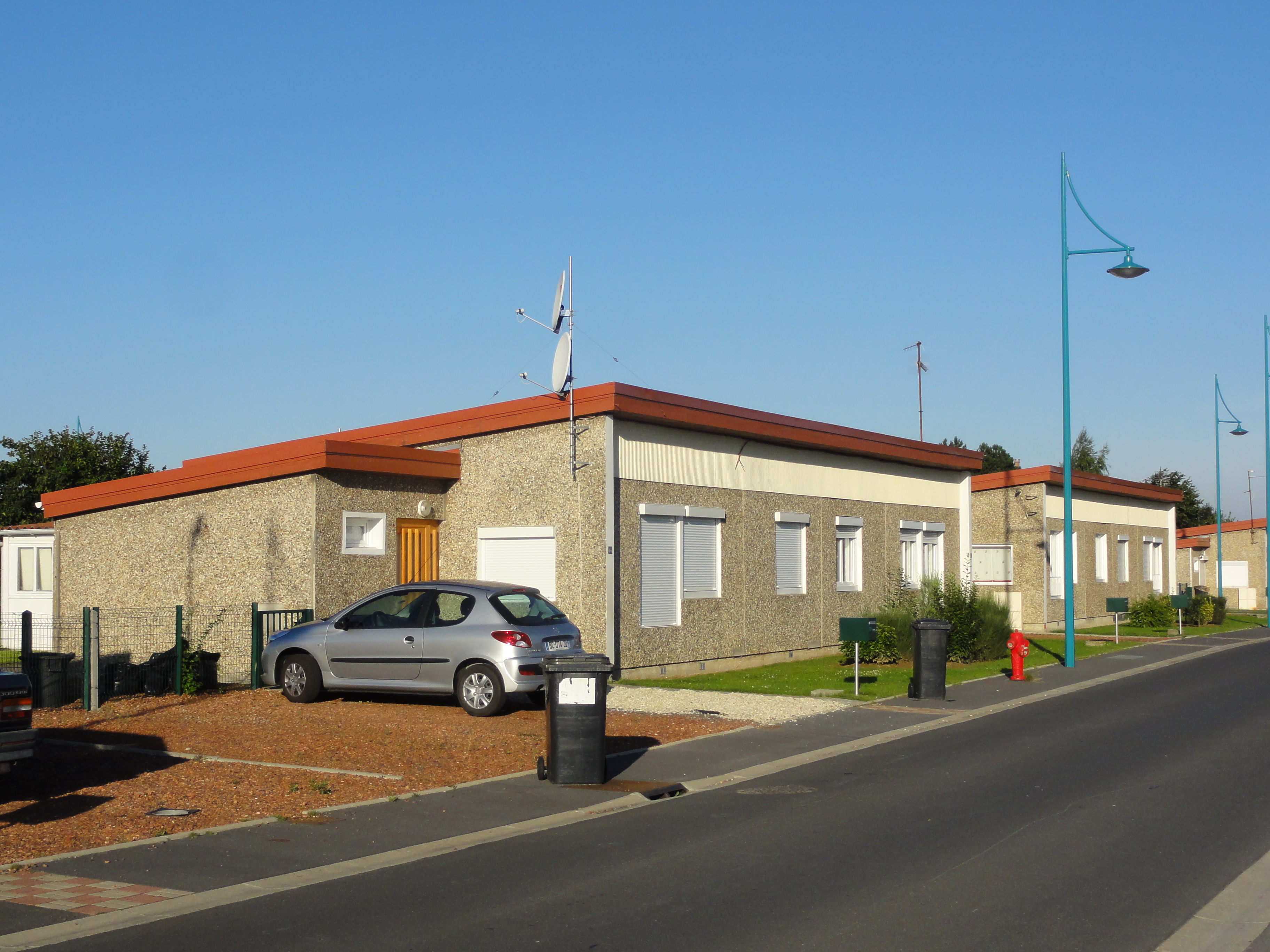
Des Camus bas rénovés dans les cités de la fosse Vuillemin des mines d'Aniche à Masny.

Le « statut du mineur » est voté le 15 juin 1945, la profession est unifiée sous un seul règlement, alors que chaque compagnie disposait alors de ses propres règles. L'article 23 instaure la gratuité du logement pour le mineur, ainsi que pour les retraités et leur veuve. Le logement représente un avantage en nature, alors qu'auparavant, un loyer symbolique était prélevé par les compagnies. Les dix-neuf compagnies restantes du bassin minier sont nationalisées en mai 1946, et deviennent une entité, les Houillères du Bassin du Nord et du Pas-de-Calais. Celle-ci est une des filiales de Charbonnages de France. Elle est subdivisée en neuf groupes,.
Jusqu'alors, chaque compagnie disposait de ses propres modèles d'habitations. Désormais, les décisions sont centralisées, et les nouveaux logements sont construits de manière indifférente sur chaque concession. Les dirigeants sont séduits par les doctrines modernistes de la Charte d'Athènes.

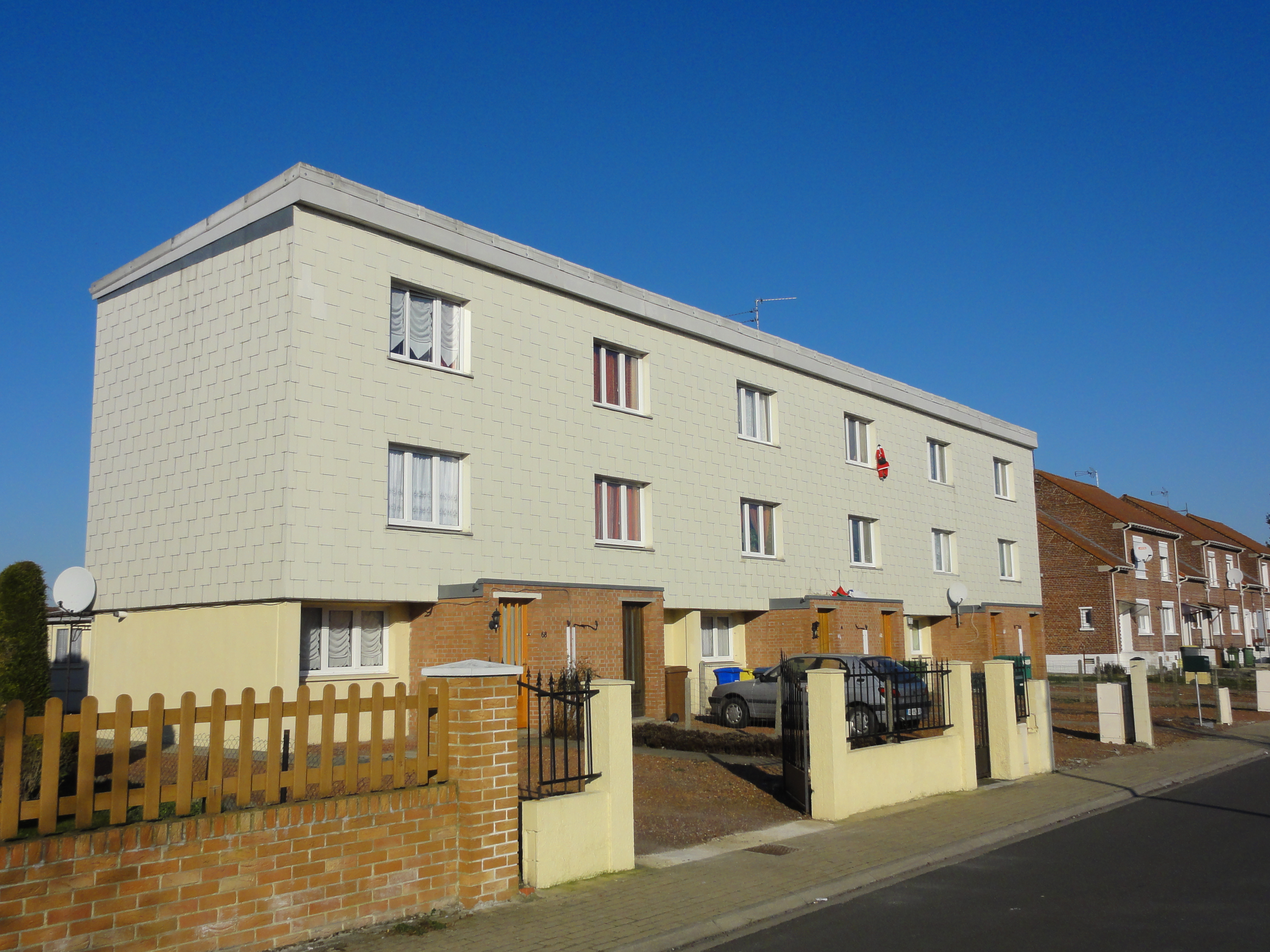
Un Camus haut rénové (isolation par l'extérieur), dans les cités de la fosse Bonnel des mines d'Aniche à Lallaing.

Face au manque évident de logements pour satisfaire à l'augmentation de la production, le procédé de préfabrication « Camus » est adopté. Il s'agit d'une maison dont les éléments sont préfabriqués en usine et montés sur place. Il existe deux grands types de Camus : le Camus bas, en plain-pied, toujours groupé par deux habitations.
Le Camus haut, établit sur trois niveaux, ressemble à un petit immeuble lisse et blanc, groupant quatre à huit logements par barreau. Les toits sont en terrasses, et les fenêtres en métal sont plus larges que hautes. Un garage prend place au rez-de-chaussée, tandis que l'entrée donne directement à un escalier menant au premier étage, occupé par la cuisine et le séjour. Les chambres sont situées au deuxième étage. Bâtis de manière économique, la plupart des cités de Camus hauts ont été détruites dans les années 1990 et 2000. Le dernier Camus haut des cités de la fosse no 6 - 6 bis des mines de Liévin a été détruit le 19 février 2011,,. Dans le Nord, il en reste en 2012 un dans les cités de la fosse Barrois à Montigny-en-Ostrevent, deux rénovés dans les cités de la fosse Bonnel à Lallaing, et quatre dans les cités de la fosse no 9 des mines de l'Escarpelle à Douai.

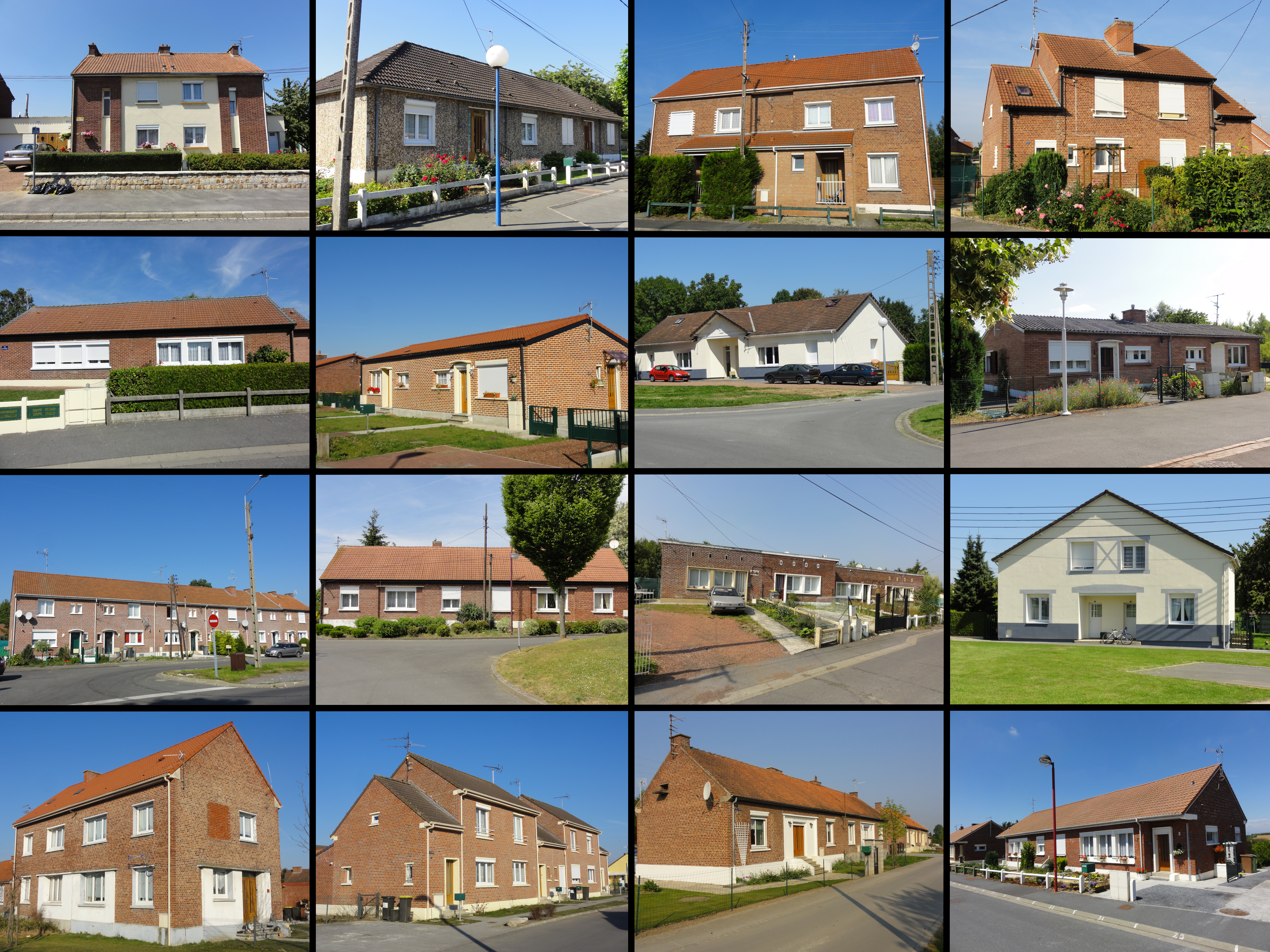
Aperçu des différents types de logements construits après la Nationalisation à travers le bassin minier.

Outre les Camus, plus de douze-mille logements sont construits par les Houillères nationalisées entre 1946 et 1965. Il s'agit de constructions en briques, aux lignes épurées. Ceux-ci sont édifiés en complément de cités déjà existantes ou bien forment de nouvelles cités.

#### Rénovation et adaptation du patrimoine
Les Houillères arrêtent de bâtir des logements neufs à la fin des années 1960. L'entreprise possède alors 116 000 logements dont 8 000 baraquements, 22 000 logements bâtis par elle-même après 1945, et 86 000 logements construits par les compagnies. Un quart des logements date d'avant la Première Guerre mondiale, la moitié de l'entre-deux-guerres, et le restant d'après la Seconde Guerre mondiale. Les habitations sont presque totalement occupées par des ayants droit actifs, des pensionnés et des veuves. Cet ensemble forme pour la région un patrimoine économique, mais aussi culturel.
Les Houillères commencent donc à rénover ces logements dans les années 1970, la quasi intégralité de ces habitations n'a ni l'eau chaude ni le tout-à-l’égout, ni le gaz. Plus de 75 % de ces logements ont encore la salle d'eau et les sanitaires à l'extérieur des logements.

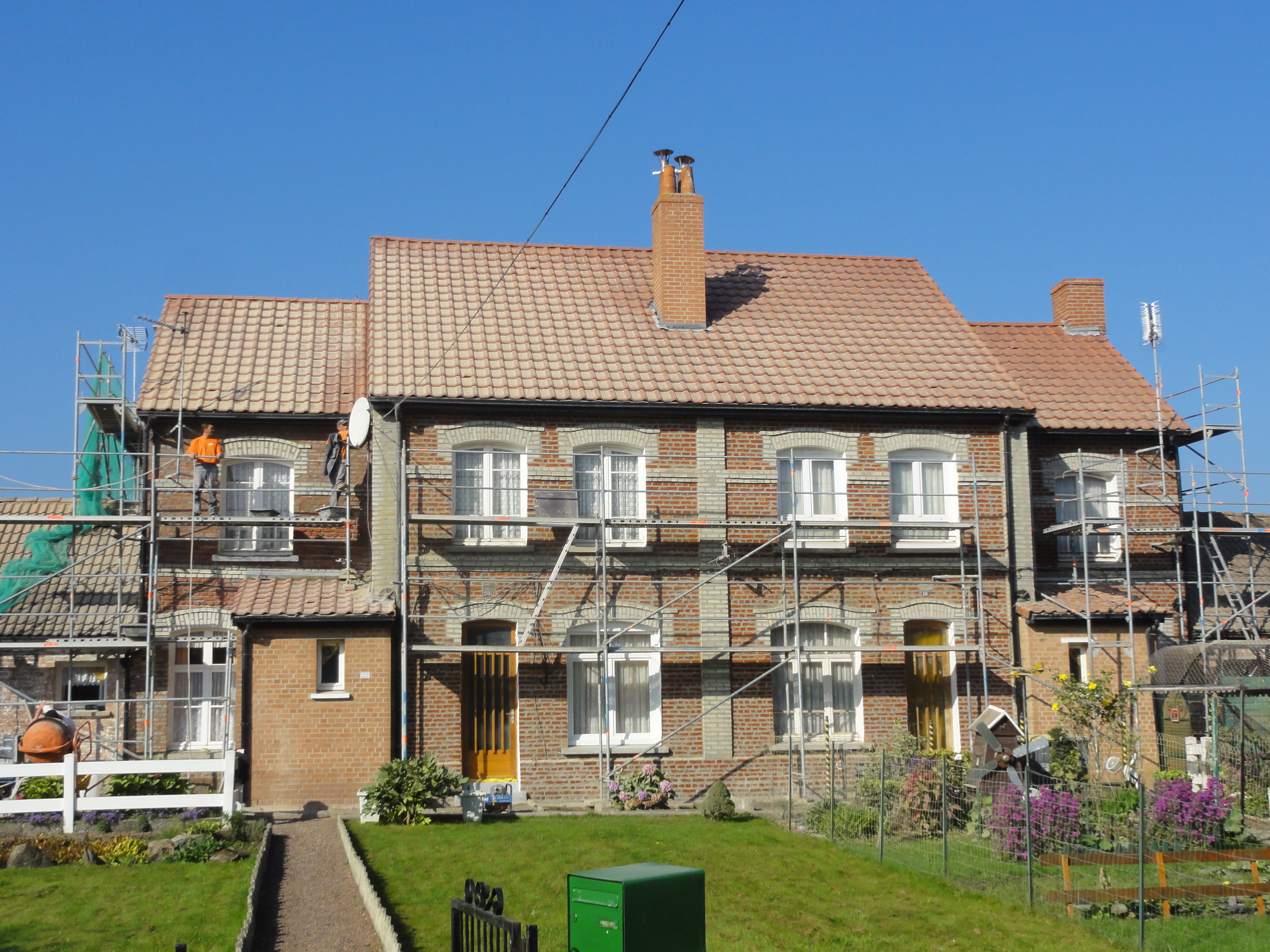
Habitations en cours de rénovation en septembre 2011 dans les cités de la fosse no 5 - 5 bis des mines de Bruay à Divion.

Quatre cités sont choisies par les Houillères afin d'être réhabilitées. Au vu des coûts considérables de la remise en état des voiries et des réseaux divers, elles demandent avec les élus locaux l'aide financière de l'État. Le GIRZOM, groupe interministériel pour la restructuration de la zone minière, est créé, il subventionne en intégralité la rénovation de huit-cent-cinquante kilomètres de voiries. Celles-ci, initialement privées, sont transférées dans le domaine communal. Les rénovations de logements qui ont lieu dans les années 1970 sont plutôt sommaires, puisqu'il s'agit d'apporter un minimum de conforts, les travaux, effectués dans les logements occupés, sont qui plus est à la charge exclusive des Houillères. Dans les années 1980, les prestations s'améliorent, grâce à l'intervention financière de l'État. En parallèle de ces rénovations, de nombreux logements sont détruits.
La Soginorpa est créée le 31 décembre 1985, c'est une société civile immobilière, filiale des Houillères. Elle hérite de 92 290 logements occupés en grande partie par des ayants droit, qu'elle doit rénover, gérer, restructurer, et même détruire. La société loge de nouvelles personnes non liées aux mines, si bien que dix ans plus tard, plus du tiers des logements est occupé par des locataires. En fin d'année 1994, la Soginorpa gère 74 670 logements dont 41 813 ont été rénovés.

### Terrils

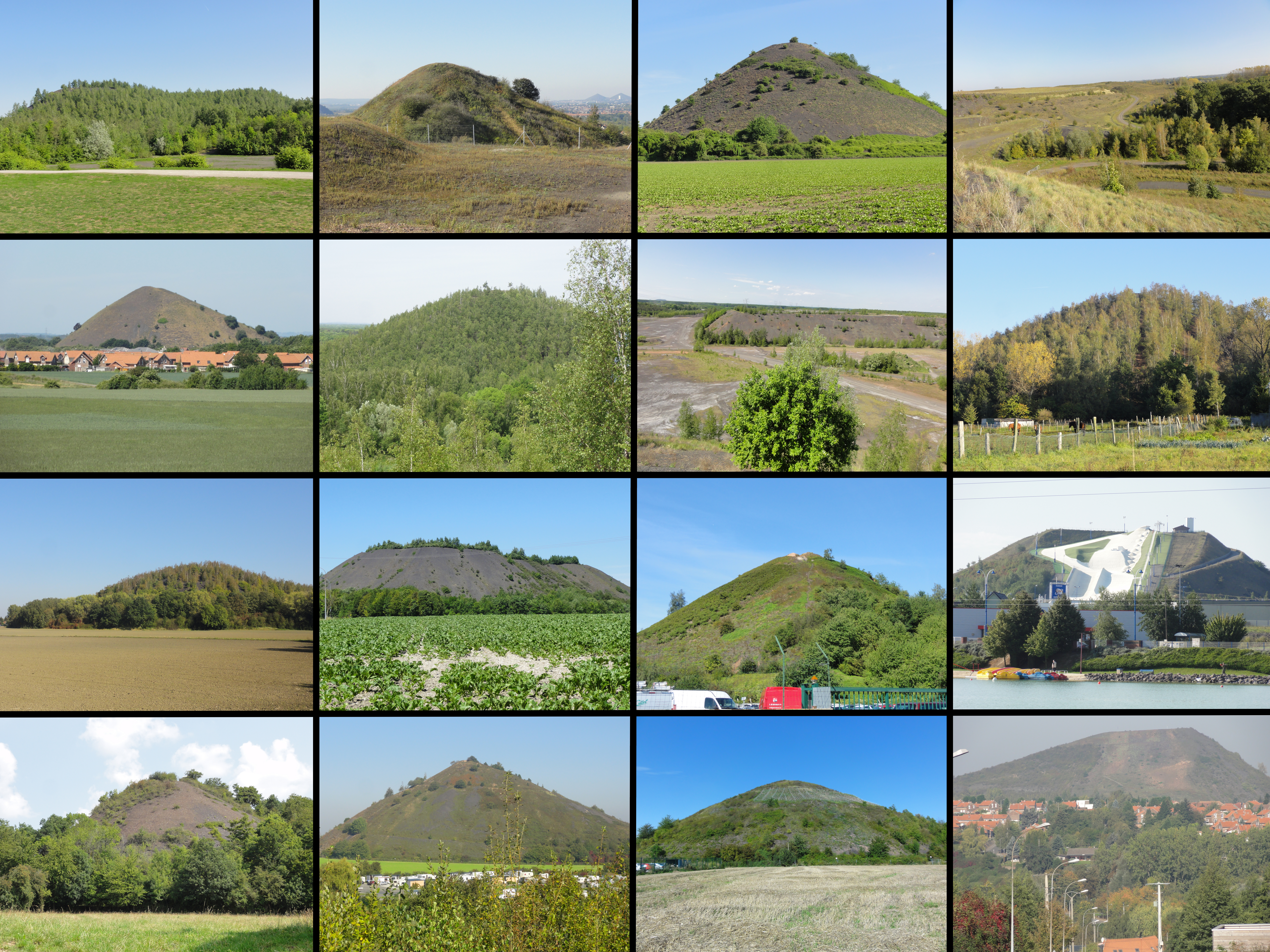
Quelques terrils majeurs du bassin minier : nos 196, 84, 153, 115 (au 1er rang), 49, 175, 144, 108 (au 2e rang), 107, 58A, 162, 42 (au 3e rang), 244, 10, 9 et 14 (au 4e rang).

Les Houillères du Bassin du Nord-Pas-de-Calais ont attribué à chaque site un numéro afin de les recenser, et d'exploiter commercialement les schistes. La liste principale recense les terrils de 1 à 202 jusqu'en 1969. Dans les années 1970, une liste complémentaire est créée afin d'identifier les sites pouvant être exploités, du numéro 203 au 260. De cette manière, 339 terrils ont été officiellement recensés. Certains terrils annexes ou satellites ont une lettre, ce qui explique que la numérotation n'ait été portée que jusqu'à 260.
Chaque site, à l'exception du terril no 254, porte un nom usuel, en fonction de la fosse, du lavoir ou de la centrale duquel il dépend, ou du lieu-dit dans lequel il se situe. Certains terrils sont implantés sur plusieurs communes. La Chaîne des Terrils tient un rôle majeur dans la protection et la promotion de ces terrils.

#### Différents types
Selon les époques, la nature des sols, les compagnies ou d'autres facteurs comme le prix des terrains, il résulte une grande diversité des terrils et de leurs formes. Les trois premiers types de terrils sont majoritaires.

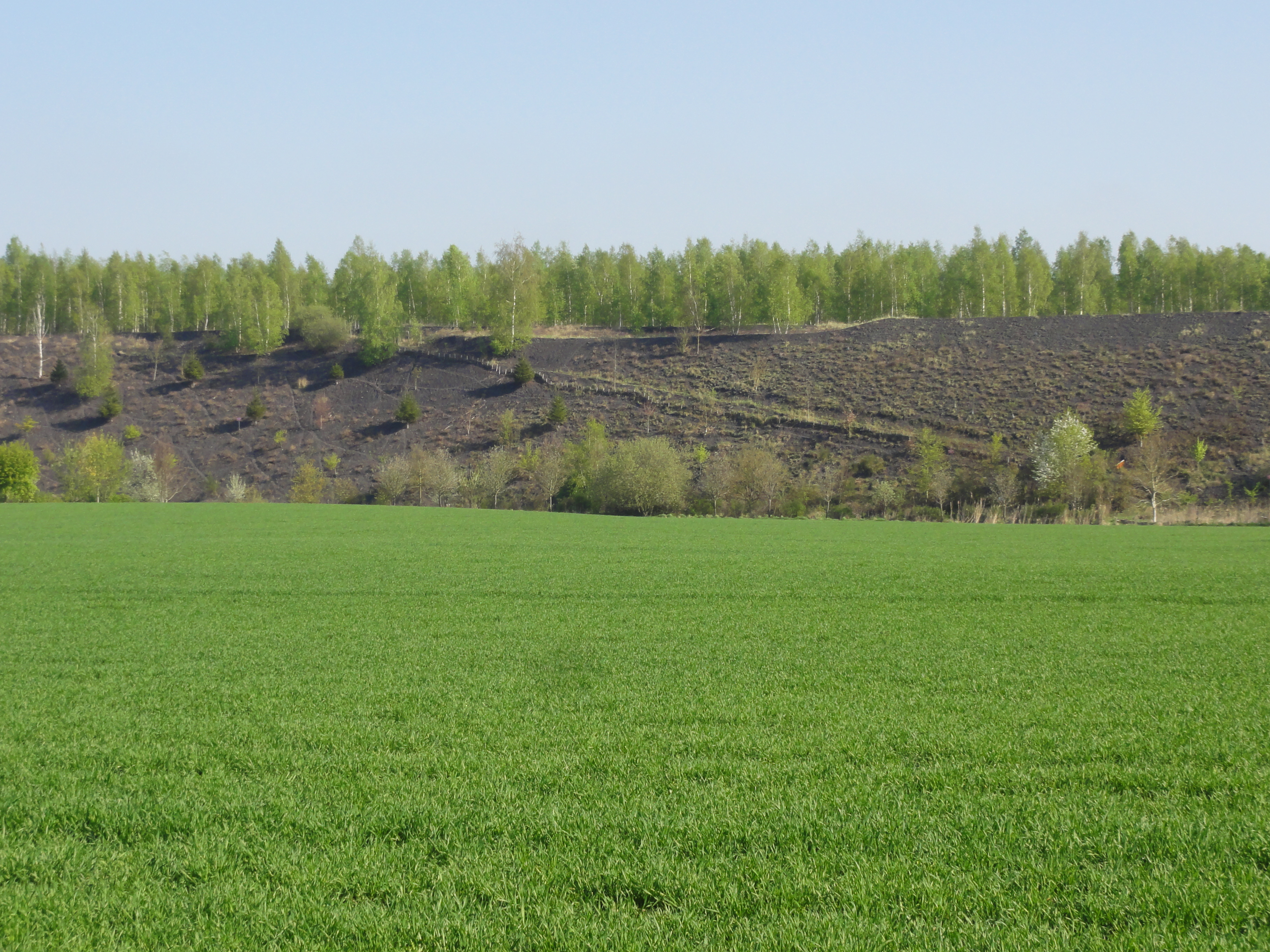
Un terril plat relativement récent : Germinies Nord, à Flines-lez-Raches et Marchiennes.

##### Terrils plats
Les terrils plats ont été élevés principalement aux XVIIIe siècle et XIXe siècle, les moyens mécaniques et énergétiques étant faibles pour l'édification. Ces terrils sont longs de cent à trois cents mètres, hauts de dix à trente mètres, et leur volume ne dépasse pas le million de mètres cubes. Leur surface est pour les plus anciens irrégulière, car ils ont été édifiés par le renversement de wagonnets tirés par les chevaux.
D'autres terrils plats ont été édifiés au XXe siècle dans la vallée de la Scarpe, comme le terril no 144, Rieulay, édifié principalement par les déchets des fosses De Sessevalle et Lemay, et le terril no 143A, Germinies Nord, résultant de l'exploitation de la fosse Barrois, et de ses fosses concentrées. Dans le Pas-de-Calais, le terril no 75, Pinchonvalles, a été édifié par l'exploitation du lavoir et des fosses nos 6 - 6 bis et 7 - 7 bis des mines de Liévin en remblayant un vallon inculte.

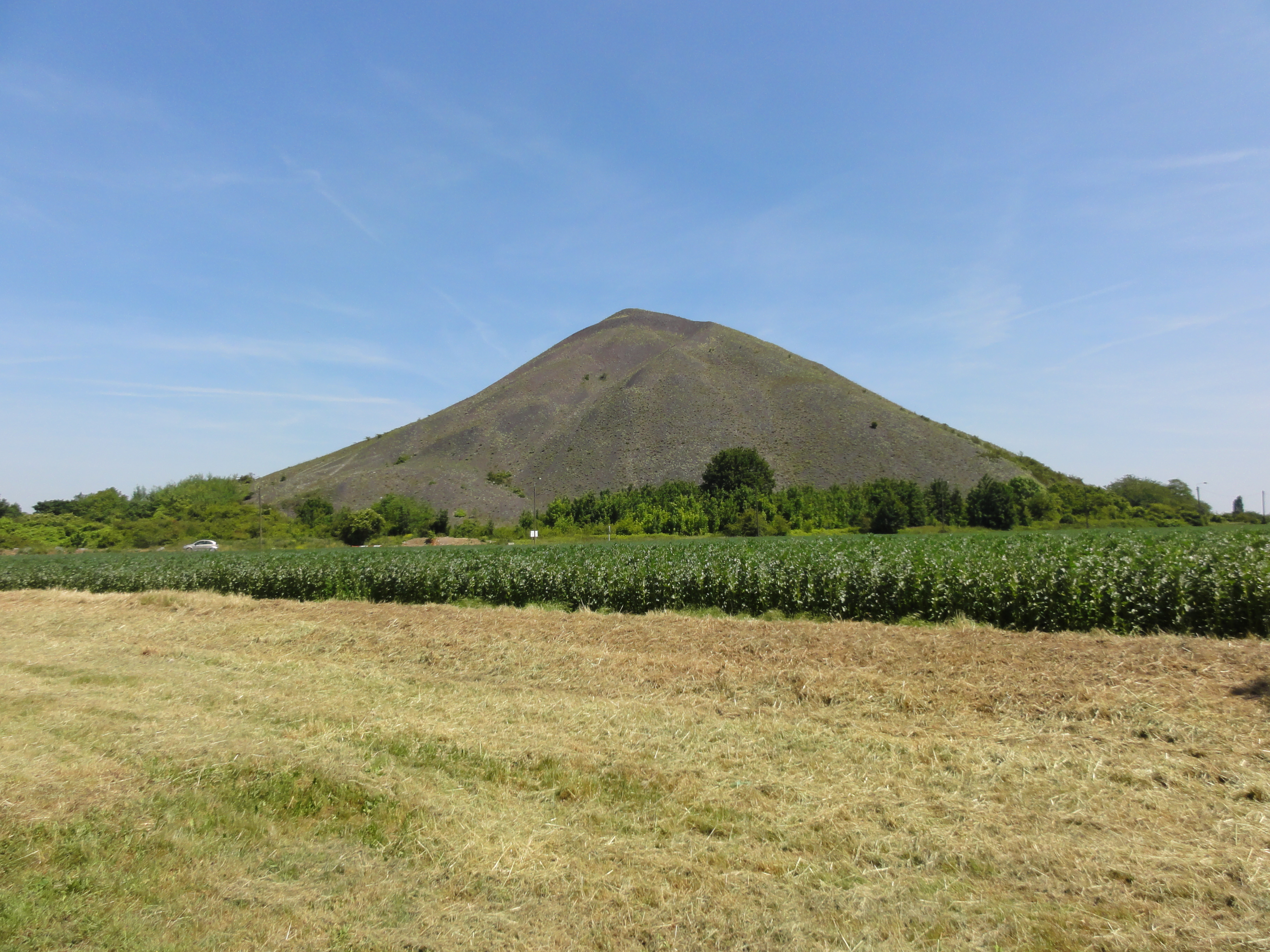
Le terril no 93, 21 Nord de Courrières, de la fosse no 21 - 22 des mines de Courrières est haut de 90 mètres.

##### Terrils coniques
L'évolution des méthodes d'extraction entraîne une remontée toujours plus importante de déchets, en parallèle, les techniques d'édification évoluent. Édifier un cône haut de cent mètres et de cent à deux cents mètres de base permet de stocker de un à trois millions de mètres cubes. Outre une plus grande rapidité de mise à terril, les acquisitions foncières sont moins importantes et donc moins onéreuses dans les plaines agricoles.
Dans le Nord, les terrils nos 162, Renard (de la fosse Renard des mines d'Anzin), et 153, Audiffret Sud (de la fosse Audiffret-Pasquier), ont été édifiés via une rampe. Dans le Pas-de-Calais, le terril no 97, 4 - 5 Sud de Drocourt (de la fosse no 4 - 5 des mines de Drocourt), a été édifié au moyen d'un téléphérique.

##### Terrils modernes
Après la nationalisation, certaines fosses ont été regroupées dans le but d'optimiser les coûts de production. Ces fosses ont également été équipées de lavoirs modernes. Ces grands terrils s’étendent sur une superficie variant aux alentours de cent hectares et peuvent contenir des volumes de vingt millions de mètres cubes. Des bassins de décantation ou à schlamms ont été adjoints à ces terrils.
Les terrils nos 116 et 117, 10 d'Oignies, sont nés de l'exploitation de la fosse no 10 du Groupe d'Oignies,. Les terrils nos 74 et 74A, et le terril bassin de décantation no 74B sont issus de l'exploitation de la fosse no 11 - 19 des mines de Lens,,. Les terrils nos 2 et 3, 6 de Bruay Est et 6 de Bruay Ouest, sont issus de l'exploitation des lavoirs et de la fosse n° 6 - 6 bis - 6 ter des mines de Bruay,, des bassins de décantation les bordent.

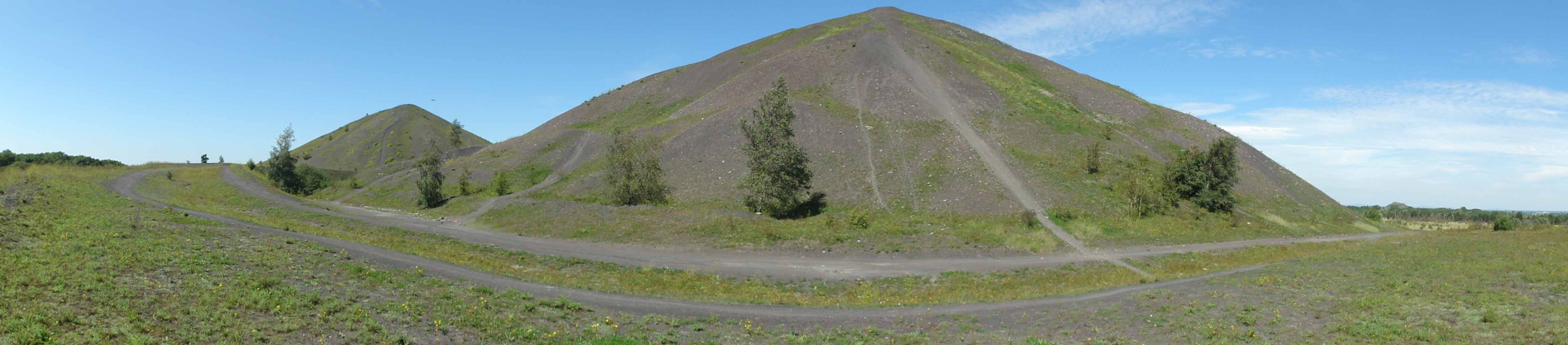
À Ruitz et Maisnil-lès-Ruitz, les terrils nos 2 et 3 sont des grands terrils modernes, ils forment un ensemble de deux terrils coniques et de plusieurs bassins de décantation.

##### Terrils cavaliers

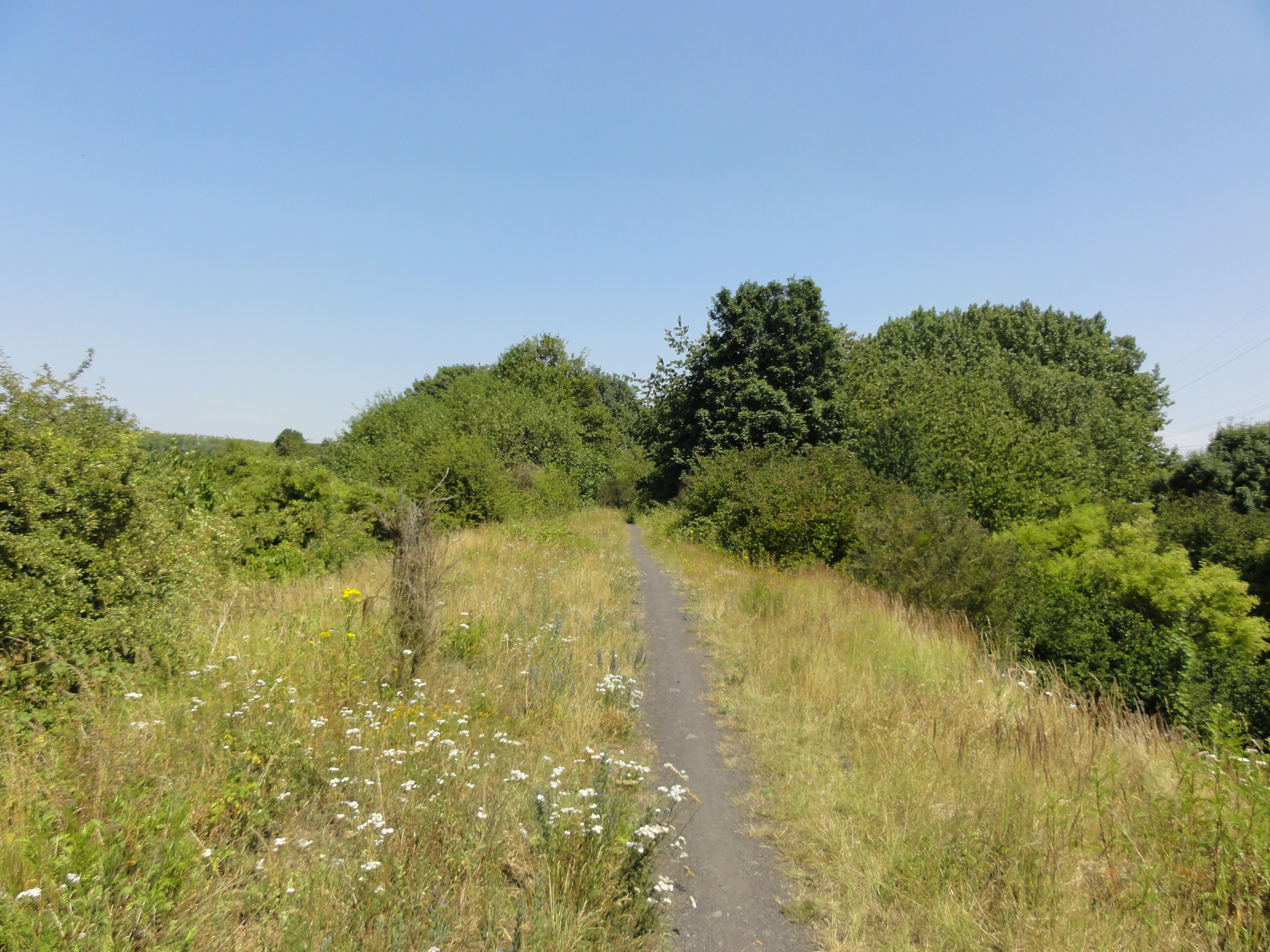
Le terril cavalier no 213D, Cavalier de Roost-Warendin, à Auby.

Afin que le transport par voie ferrée soit optimal, et donc, le plus horizontal possible, des terrils plats, peu larges, et très longs ont été établis et des voies ferrées ont été posées dessus. Ce système permet également de passer au-dessus de routes fréquentées, ou de canaux.
La plupart des compagnies ont utilisé ce procédé en complément de tranchées. La Compagnie des mines de l'Escarpelle en possède beaucoup, notamment pour relier à son réseau ses fosses nos 8 et 7 - 7 bis, ainsi que les sections occidentales et orientales de sa concession.

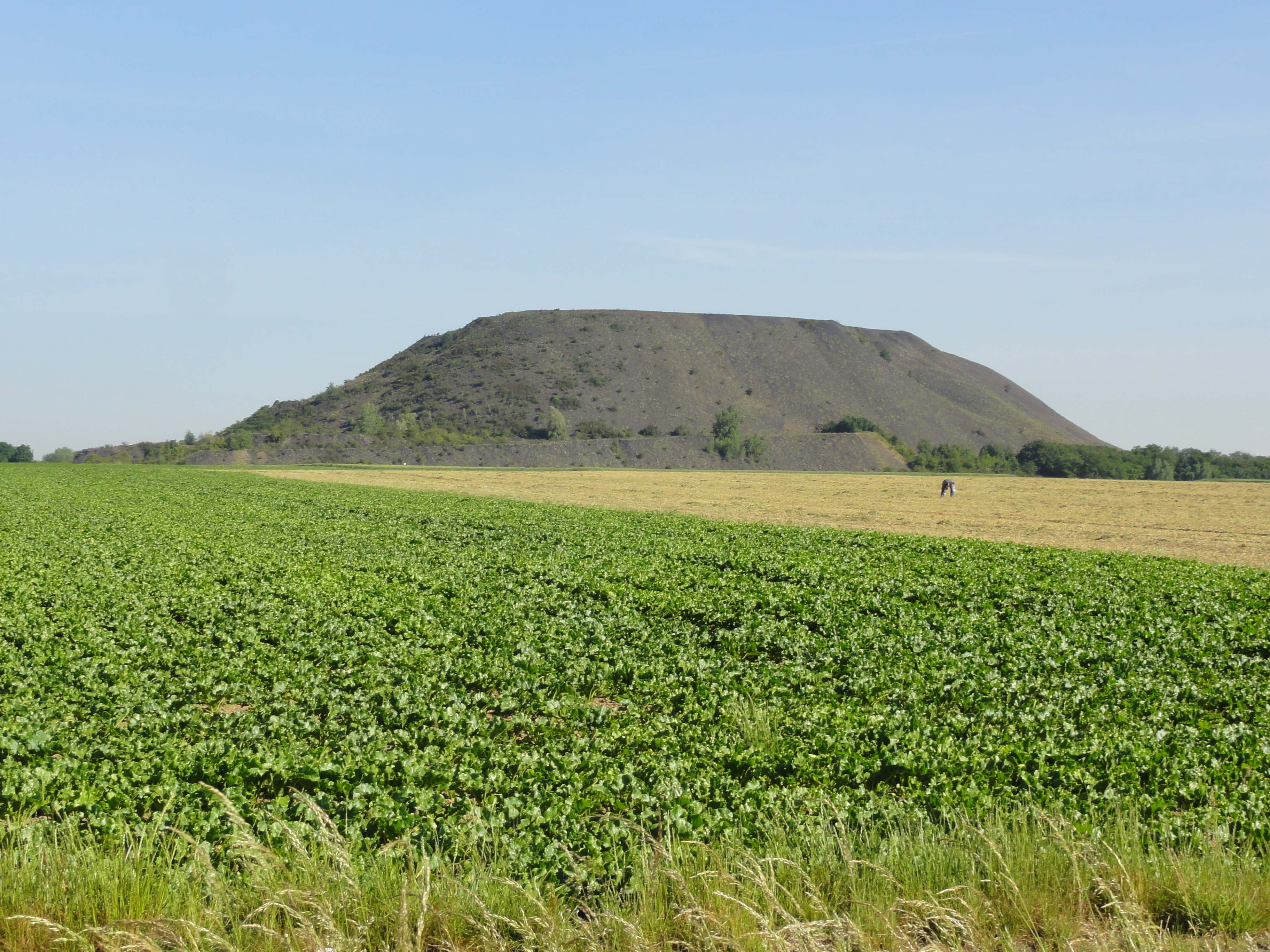
Le terril tronqué no 98, 24 Nord de Courrières, à Estevelles.

##### Terrils tronqués
Un terril tronqué est un terril dont la base est celle d'un terril conique, mais dont le sommet est raboté, plat.
C'est le cas notamment du terril no 98, 24 Nord de Courrières, de la fosse no 24 - 25 des mines de Courrières, intact, et du terril exploité no 5, Lapugnoy, de la Compagnie des mines de Marles à Lapugnoy.

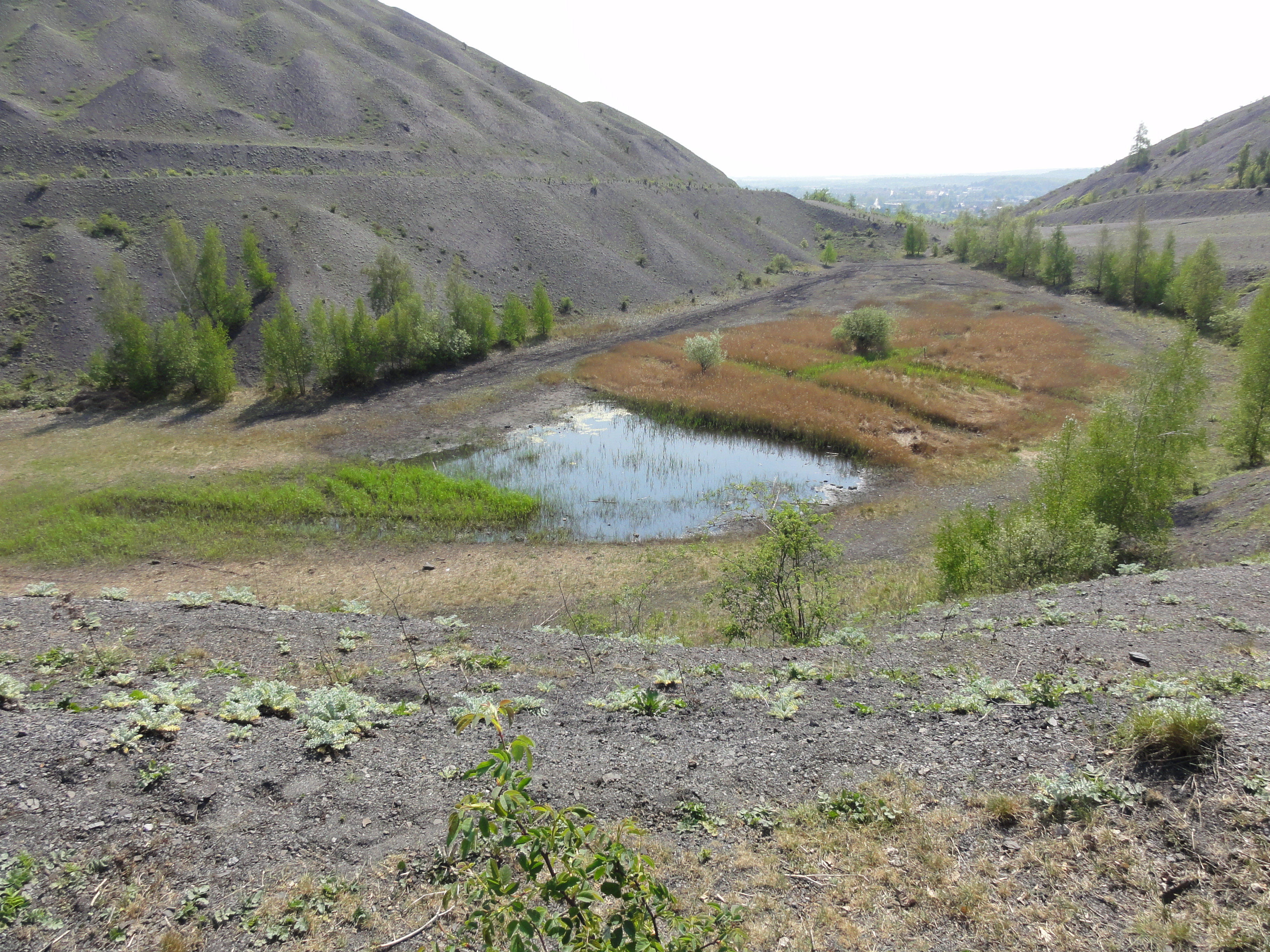
Le terril no 74B, 11 - 19 de Lens Nouveau, est de type bassin de décantation.

##### Bassins de décantation
Les terrils bassins de décantation sont toujours plats, et souvent annexés aux terrils des fosses modernes et de leurs lavoirs.
Le terril no 74B, 11 - 19 de Lens Nouveau, de la fosse no 11 - 19 des mines de Lens à Loos-en-Gohelle est un terril de ce type, il est situé entre les terrils coniques nos 74, 74A, 79 et 79A, les deux derniers étant exploités. Le lavoir de Fouquières possède un terril no 260. Des bassins de décantation sont également accolés au terril no 110, 9 de Dourges, de la fosse no 9 - 9 bis des mines de Dourges, et au nord-est du terril no 2, 6 de Bruay Est, de la fosse no 6 - 6 bis - 6 ter des mines de Bruay, à Ruitz et Maisnil-lès-Ruitz.
Le terril no 143, Germinies Sud, de la fosse Barrois des mines d'Aniche, à Pecquencourt et Lallaing, est un terril bassin de décantation qui a été reconverti en station d'épuration expérimentale en 1993.

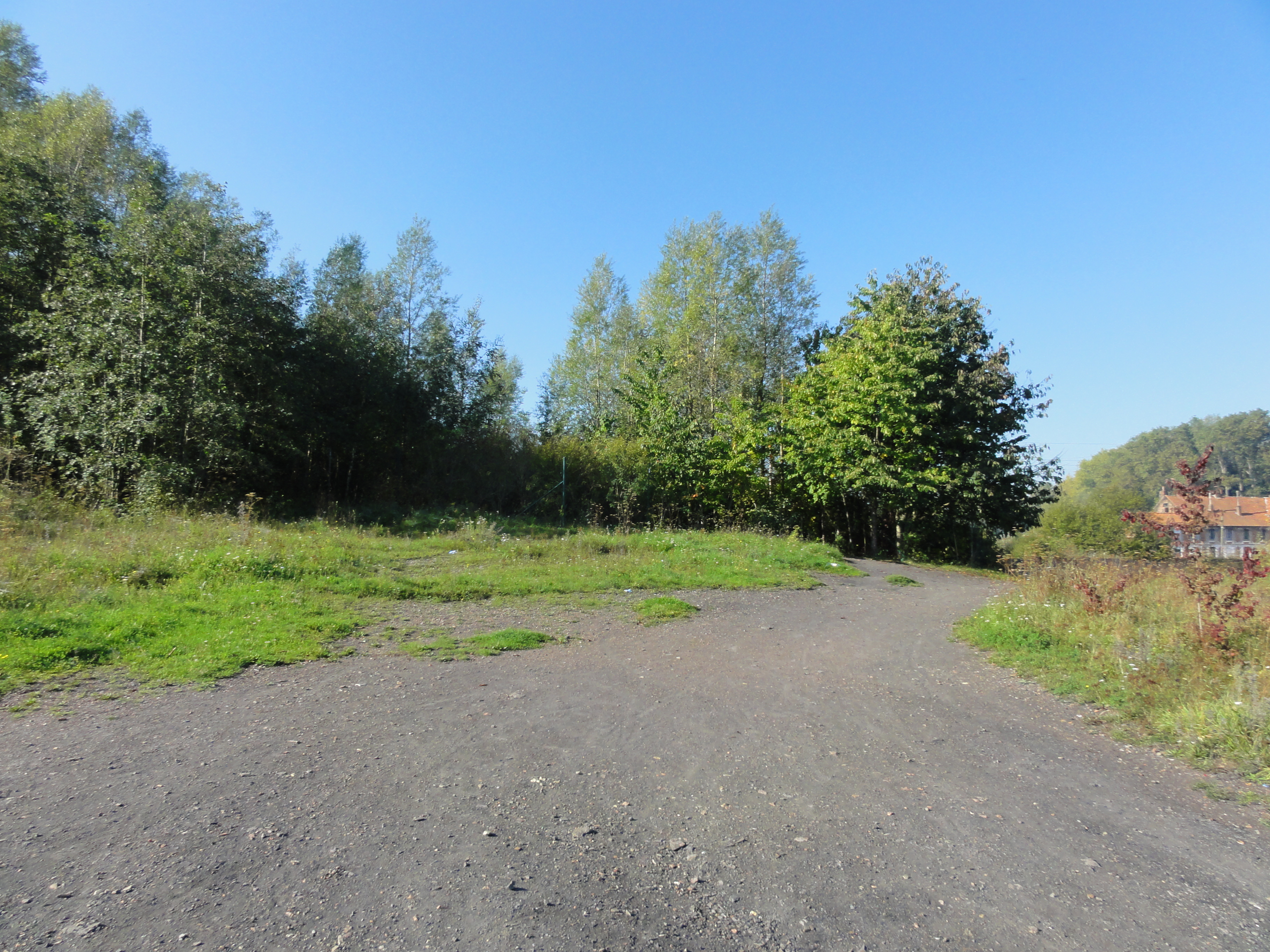
Le terril no 259, Centrale électrique de Gosnay.

##### Plateformes de schistes
Des carreaux de fosses, des centrales thermiques, des cokeries, des lavoirs et des gares d'eau ont été bâtis sur des plateformes de schistes, ceci permettait notamment d'éviter les inondations. Le terril no 259, Centrale électrique de Gosnay, de la Compagnie des mines de Bruay à Gosnay et Bruay-la-Buissière, est un exemple de ce type de terrils, il a servi à l'édification d'une centrale thermique.

##### Terrils particuliers
Certains terrils ont été édifiés en remblayant d'anciennes carrières, comme le terril no 257, Sablière du Pinson, à Raismes, et le no 258, Sablière du Bois des Dames, à Bruay-la-Buissière. Ils sont situés en pleine forêt,.

#### Le devenir des terrils
Jusqu'en 1969, les terrils n'ont connu quasiment aucune modification. Leur exploitation commence dans les années 1970 pour mener à bien des chantiers de reconversions économiques comme les zones industrielles, les routes, les autoroutes, et la ligne de TGV LGV Nord. D'autres terrils sont triés afin que le charbon subsistant soit brûlé en centrale thermique. Un groupe de travail constitué des HBNPC, de l'Association des Communes Minières et des communes concernées, se réunit le 27 octobre 1977, et effectue un tri des terrils en cinq catégories. La première catégorie recense les terrils composés de mixtes cendreux, dont l'exploitation est impérative. La teneur en cendres est supérieure à 60 %, les particules de cendres sont récupérées pour alimenter les centrales thermiques. La seconde catégorie concerne les terrils qui seront exploités de manière certaine pour que les schistes rouges et noirs soient utilisés par les travaux publics. la troisième catégorie recense les terrils qui ne seront jamais exploités, au moins à terme prévisible. L'avant-dernière catégorie concerne les terrils en activités minières dont les schistes proviennent de travaux houillers, cette catégorie a disparu en décembre 1990. La cinquième catégorie regroupe les terrils propriétés des HBNPC mais dont l'exploitation serait problématique à cause de la proximité du tissu urbain.

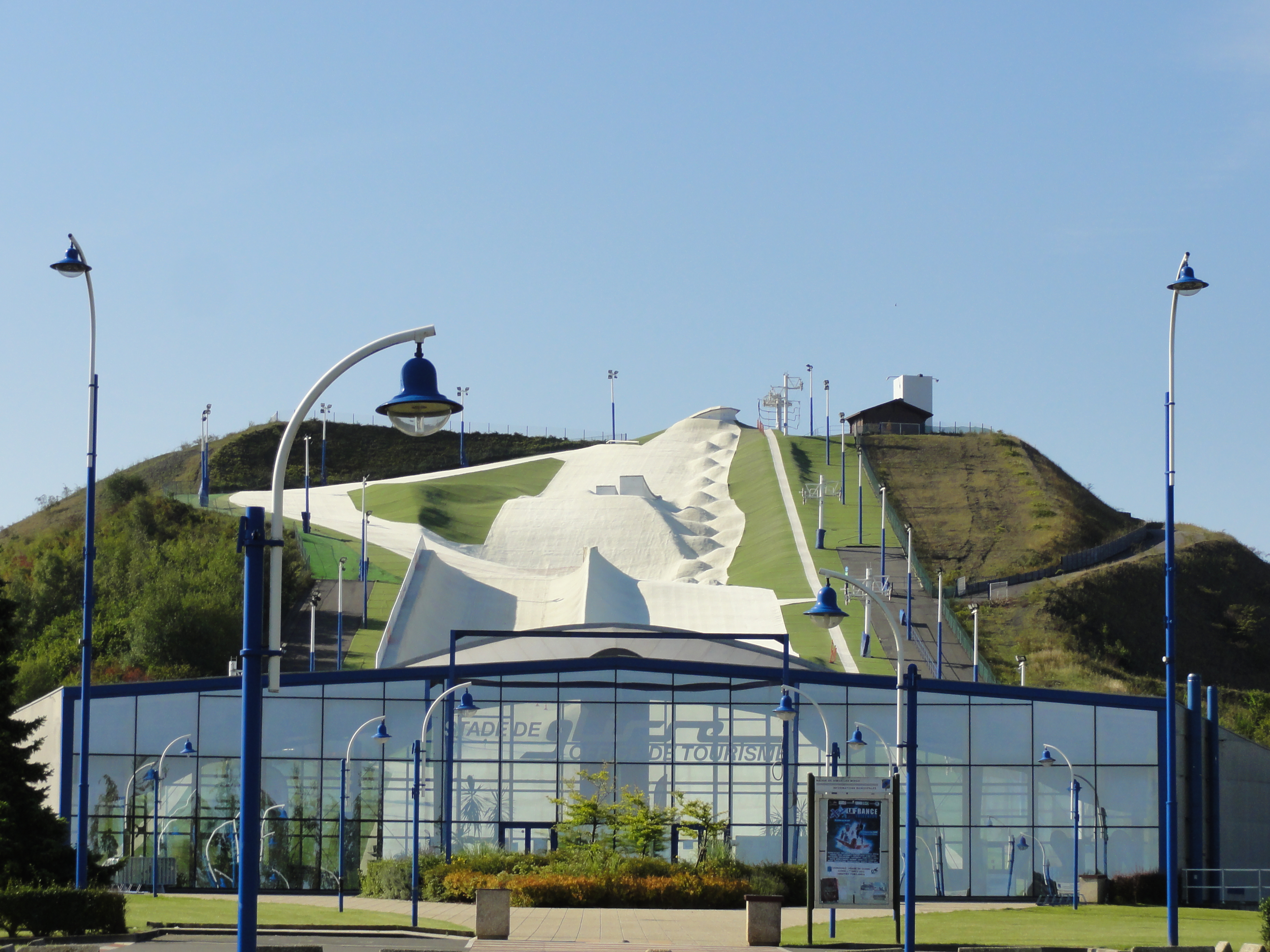
Le terril no 42, 3 de Nœux Sud.

La charte des terrils est lancée le 30 novembre 1992. Face au trop grand nombre de terrils ayant été exploités, La Chaîne des terrils propose que certains soient conservés. La charte a en partie été ratifiée entre la SACOMI, les HBNPC, Terrils SA, Surschistes SA et Tercharnor. De cette charte est née une nouvelle catégorisation : les terrils à préserver, que ce soit pour leur intérêt faunistique et floristique, culturel, ou paysager, les terrils à aménager pour leur situation et leur impact général sur les paysages, leur intérêt au regard d'un projet de développement touristique et de loisirs, ou la nécessité de les remettre en état, et les terrils à exploiter, en raison de la présence de produits charbonneux ou de matériaux valorisables économiquement.
En 1996, le terril no 42, 3 de Nœux Sud, issu de l'exploitation de la fosse no 3 - 3 bis de la Compagnie des mines de Nœux à Nœux-les-Mines a été reconverti en piste de ski synthétique.
De mars 2011 à mars 2012, La Chaîne des Terrils, en collaboration avec divers organismes tels qu'Éden 62 et la coordination mammalogique du nord de la France, a lancé une étude sur la présence de l'écureuil roux sur et aux alentours du terril no 75, Pinchonvalles, à Avion notamment. Ces écureuils ont un milieu qui comprend le terril, mais aussi les champs, les jardins et même le centre-ville,,. Le terril de Pinchonvalles un terril plat, haut au maximum de trente-cinq mètres, et étendu sur 74,5 hectares, où la nature reprend ses droits, et déclaré Espace naturel sensible. Un reportage a été consacré à l'écureuil roux et au terril de Pinchonvalles le 7 mars 2012 dans l'émission Des racines et des ailes.

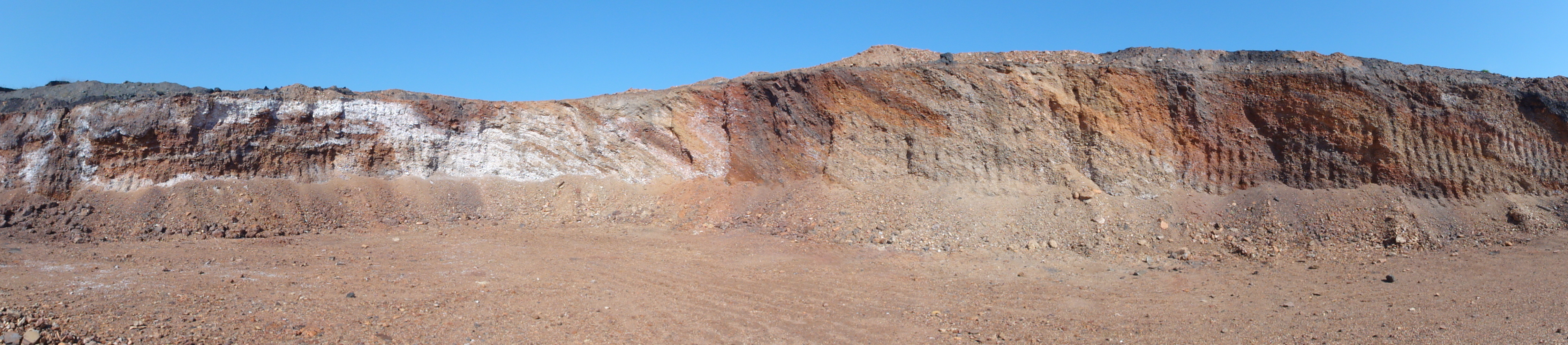
Le terril no 23, 3 d'Auchel ancien Ouest, de la fosse no 3 - 3 bis - 3 ter des mines de Marles, est exploité pour ses schistes rouges.

### Chevalements subsistants

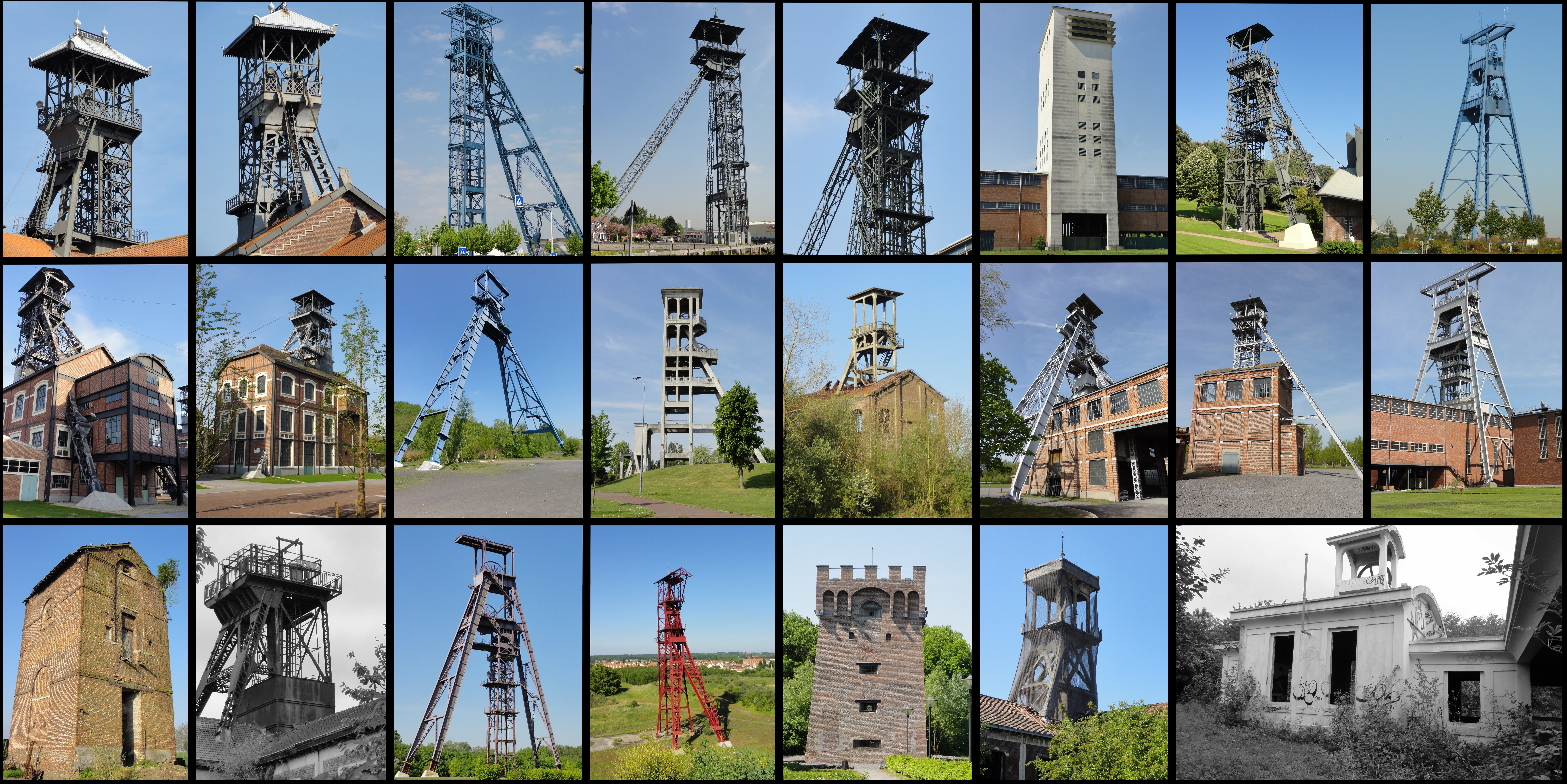
Vingt-trois des vingt-cinq chevalements subsistants : Delloye 1, Delloye 2, Liévin 1 bis, Lens 3 bis, Lens 11, Lens 19, Marles 2, Escarpelle 9 (au 1er rang), Dourges 9, Dourges 9 bis, Sabatier 2, Dutemple 2, Flines 2, Arenberg 1, Arenberg 2, Arenberg 3 - 4 (au 2e rang), Saint-Quentin, Meurchin 5, Ledoux 1, Dourges 8, Sarteau Extraction, Lens 6 et Lens 13 bis (au 3e rang).

La Mission Bassin Minier recense sur son atlas patrimonial interactif vingt-cinq chevalements subsistants. Ceux-ci se répartissent en différents groupes :
Le chevalement de la fosse Saint-Quentin de la Compagnie de Bouchain est un chevalement en briques. Il est situé dans une ferme à Bouchain. La fosse du Sarteau de la Compagnie des mines d'Anzin à Fresnes-sur-Escaut est également une construction de ce type.
Les fosses Mathilde et Sophie de la Compagnie des mines d'Anzin, à Denain et Hergnies, ont des chevalements de type halle, il s'agit d'une simple bâtisse en briques, plus grande qu'une habitation.
Les fosses nos 6 et 13 bis de la Compagnie des mines de Lens à Haisnes et Bénifontaine, la fosse no 2 de la Compagnie des mines de Flines puis d'Aniche à Anhiers, et le puits no 2 de la fosse Dutemple de la Compagnie des mines d'Anzin à Valenciennes, sont dotées de chevalements en béton armé. Le puits no 19 de la fosse no 11 - 19 des mines de Lens construit par le Groupe de Lens à Loos-en-Gohelle est équipé d'une tour d'extraction en béton armé.
Les puits nos 1 et 2 de la fosse Delloye de la Compagnie des mines d'Aniche à Lewarde, 2 de la fosse Sabatier à Raismes, 1, 2 et 3 - 4 de la fosse Arenberg à Wallers, 1 de la fosse Ledoux à Condé-sur-l'Escaut de la Compagnie des mines d'Anzin, 8 de la fosse no 8 - 8 bis à Évin-Malmaison et 9 et 9 bis de la fosse no 9 - 9 bis de la Compagnie des mines de Dourges à Oignies, 3 bis de la fosse no 3 - 3 bis à Liévin et 11 de la fosse no 11 - 19 des mines de Lens à Loos-en-Gohelle, 1 bis de la fosse no 1 - 1 bis - 1 ter de la Compagnie des mines de Liévin à Liévin, de la fosse no 9 de la Compagnie des mines de l'Escarpelle à Roost-Warendin, de la fosse no 2 de la Compagnie des mines de Marles à Marles-les-Mines, de la fosse no 5 de la Compagnie des mines de Meurchin puis de Lens à Billy-Berclau, sont équipés de chevalements métalliques.

## Eau et nappes
L'activité minière (extraction, dénoyage des galeries, lavage du charbon, usages pour la carbochimie et l'industrie métallurgique ou les centrales thermiques) a été très consommatrice d'eau de nappe. La nappe de la craie, facile à exploiter, était disponible et a été largement exploitée. L'après-mine est confrontée au double problème d'une remontée de la nappe, et des affaissements miniers. La nappe doit être localement pompée et évacuée pour éviter les inondations et perturbations du sous-sol.

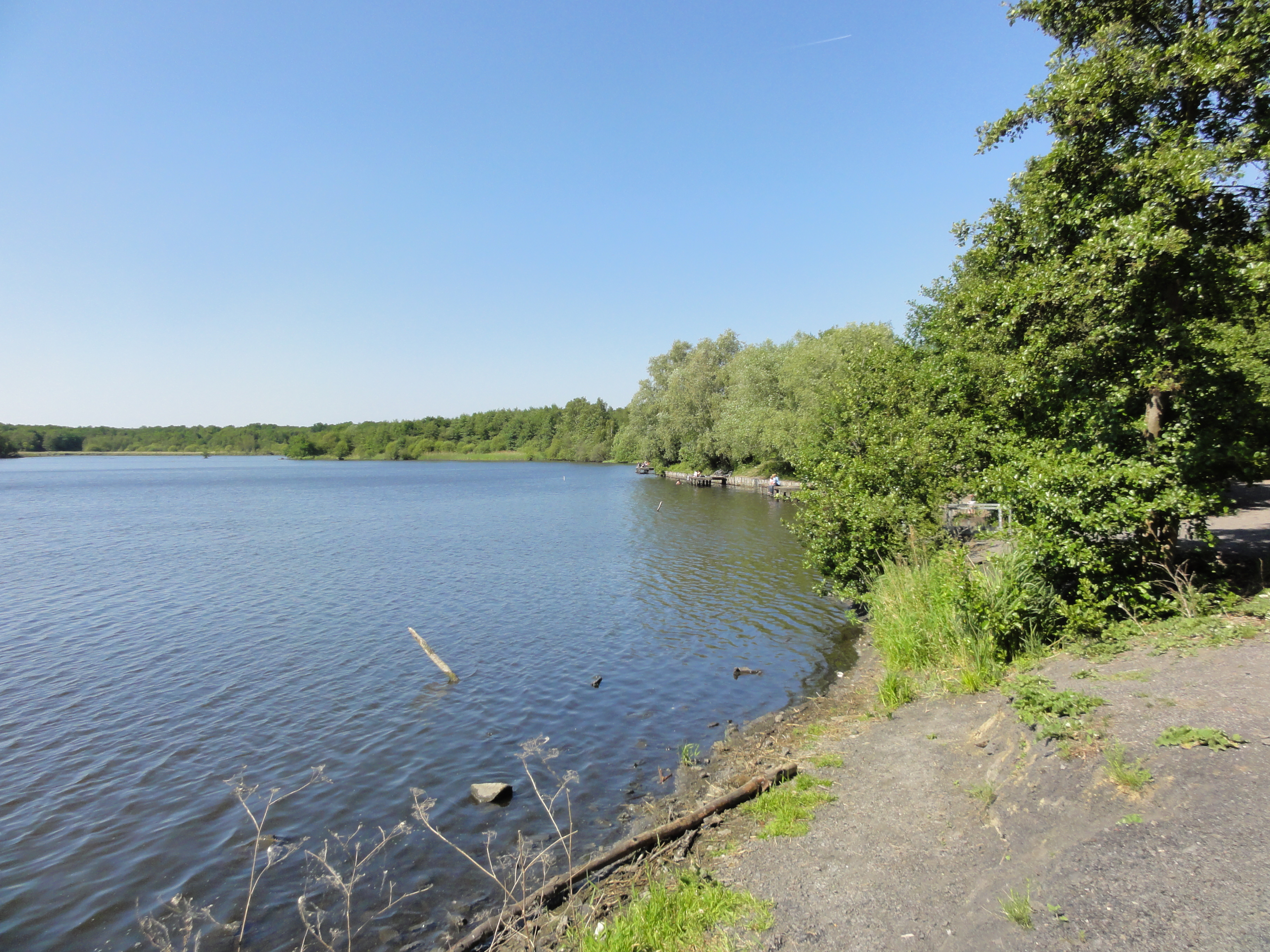
La mare à Goriaux est un étang d'affaissement minier résultant de l'exploitation de la fosse Arenberg à Wallers. Sa limite sud est le terril no 171, Mare à Goriaux.

L’homme a transformé le terrain houiller en un vaste nouvel aquifère, a priori de pollué à très pollué (comme en témoignent les taux de nitrates partout à plus de cent, voire cent-cinquante milligrammes par litre). Fortement fracturé par le foudroyage des galeries, le terrain houiller a été envahi par la nappe de la craie et dans une moindre mesure par celle du calcaire du carbonifère et, en surface, via les puits et les fuites des réseaux d’assainissement cassés par les affaissements miniers. La norme européenne est de cinquante milligrammes par litre et l'Organisation mondiale de la santé recommande de ne pas dépasser le chiffre de vingt-cinq, ce qui est déjà suffisant pour eutrophiser les écosystèmes aquatiques (Ailleurs, ces nitrates sont surtout d'origine agricole, dans le bassin minier, ils proviennent surtout des eaux usées perdues dans la nappe).

### Nappe de la craie
La nappe de la craie inonde ce qu'il reste du réseau des galeries. Elle est la principale source d'eau potable de la région. Elle est limitée au sud par de grands accidents géologiques (failles et dômes) et à l'ouest par la « faille de Marqueffles » et la « faille de Ruitz ». Au nord, elle stocke moins d'eau en raison d'une couverture argileuse trop épaisse. Sur le Béthunois, le Douaisis, l'Ostrevent et le Valenciennois, la nappe est recouverte d'alluvions, de sables et de sols limono-argileux, assez perméables pour laisser passer suffisamment d'eau et ainsi réalimenter la nappe. En profondeur un socle de marnes bleues imperméables constitue le fond de ce réservoir.
De 1850 à 1950, cette nappe a été largement surexploitée par des forages et pompages, surtout situés dans les vallées, dépressions et là où la craie et sa nappe affleuraient.
Alors qu'en moyenne environ quatre-vingts millions de mètres cubes de pluie (localement polluée et acidifiée durant presque tout le XXe siècle) s'infiltraient chaque année vers la nappe. L'industrie et les collectivités en pompaient beaucoup plus. Puis avec l'épuisement de la ressource en charbon et le recul de l'industrie, le déficit moyen annuel est passé de 91,6 millions de mètres cubes en 1974, à 50,3 millions en 1986. Dans le même temps, de manière aggravée par les affaissements miniers qui ont dégradé les réseaux d'égouts et de distribution d'eau, une partie croissante de l'eau envoyée dans les canaux et cours d'eau était en fait ré-infiltrée vers la nappe via le sous sol fracturé, et peut être localement via d'anciens puits mal colmatés. Les fuites de réseaux d'eau industrielle ont également comblé une partie du déficit. De plus, sur la même période, peut-être en raison du changement climatique, la pluviométrie annuelle moyenne a significativement augmenté. Ceci explique la remontée de la nappe, mal anticipée par l'aménagement du territoire, malgré quelques alertes et rapports,.

#### Remontée de la nappe
La piézométrie montre clairement (par exemple pour la période de 1900 à 1983) qu'après une longue baisse des nappes induites par les pompages miniers et industriels (qui ont culminé vers 1945), on assiste à une lente remontée de la nappe. Des risques d'ennoiement et de pollution des zones d'affaissement existent. Il devrait falloir sans doute environ un siècle pour que la nappe remonte à son niveau naturel (sans augmentation des pompages).
Elle est géographiquement et temporellement très irrégulière, car plus ou moins influencée localement par l'imperméabilisation et l'artificialisation des sols urbains, certains aménagements hydrauliques et des cours d'eau, les pertes de réseau… Elle n'est pas achevée et pose de graves problèmes prospectifs dans les zones d'affaissement minier (où certains sols cultivés ou urbanisés sont topographiquement descendus de vingt mètres et se trouvent maintenant sous le niveau naturel du plafond de la nappe).

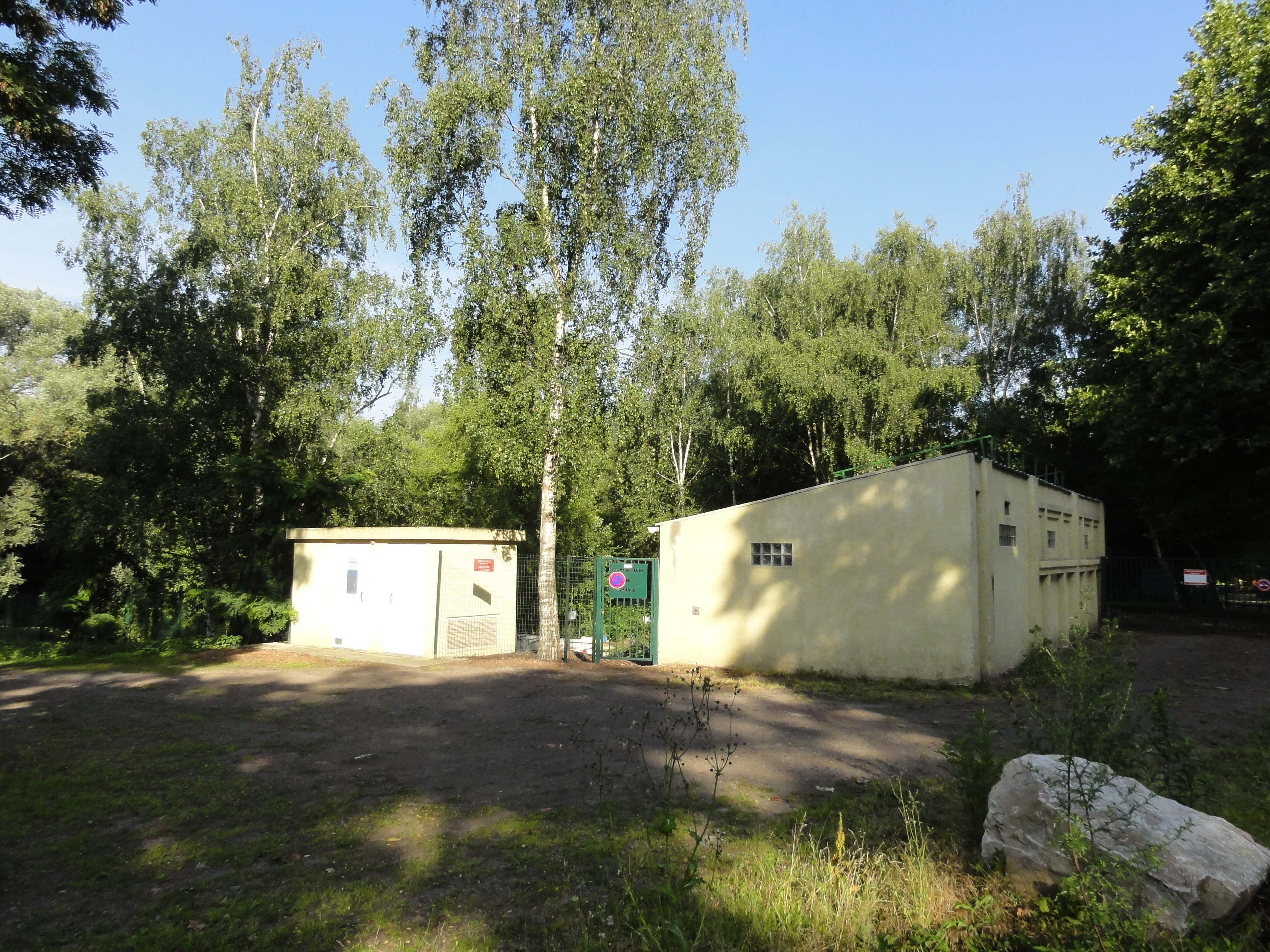
Un poste de relèvement des eaux pluviales de Charbonnages de France, à Dechy.

Un réseau de stations de relevage vise à éviter l'inondation des zones les plus basses ou à y contrôler le niveau de l'eau dans des zones devenues zones de loisir ou parfois des sites naturels préservés pour leur intérêt écologique, mais avec la disparition des houillères, le patrimoine vieillissant du système d'exhaure est confié aux collectivités qui doivent assumer leur coût d'entretien et de fonctionnement. La remontée de nappe peut s'accompagner d'une remontée de la nappe alluviale superficielle, et de la réapparition de sources ainsi que, dans les points bas, de l'augmentation de débit de certains cours d'eau (l'Escrebieux dans le bassin minier par exemple, qui était devenu dans les années 1970-1980 un ruisselet très artificialisé (localement bétonné), uniquement alimenté par le ruissellement et les égouts, et qui redevient une rivière).

#### Conséquences
Des remontées de nappe sont constatées depuis la fin du XXe siècle dans le monde dans tous les bassins miniers en fin d'exploitation, mais également sous de vastes zones industrielles ou villes (sous Lille, ou sous de grandes villes comme Paris ou New York, après l'éloignement ou la délocalisation des industries très consommatrices d'eau) et après l'arrêt des pompages locaux d'eau potable, trop pollués. Ce phénomène est constaté dans tout le bassin Artois-Picardie : selon l'agence, en 25 ans, les prélèvements ont chuté de 41 millions de mètres cubes pour atteindre 109 millions de mètres cubes en 2000. Pour tout le Nord-Pas-de-Calais, de 1995 à 2001, les prélèvements sont passés de 77 à 68 millions de mètres cubes.
Des conséquences positives sont la restauration de cours d'eau et zones humides autrefois asséchées, mais souvent de manière peu compatible avec l'urbanisation et les ouvrages souterrains installés dans ces zones quand la nappe y avait été artificiellement abaissée.
Des conséquences négatives sont attendues ou se manifestent déjà :
- des effets hydrauliques et mécaniques, dont la dégradation physique ou fonctionnelle d'ouvrages et de constructions de surface (dus notamment à l'eau et au regonflement des argiles et sols argileux)[41].
- des dégâts sur des ouvrages souterrains (réseaux d'égout de gaz, d'eau potable notamment)[41].
- des surpressions ou des sous-pressions pouvant déformer sols et routes, avec ou sans ennoyage de sous-sols enterrés d'immeubles, d'égouts, de galeries techniques. Des effets de « barrages hydrauliques » sont localement possibles face à des ouvrages linéaires perpendiculaires au sens d'écoulement des eaux souterraines[41].
- des effets écotoxicologiques concernent les sols, des zones humides et des écosystèmes, pollués à cause des contacts égout-nappe, des phénomènes de minéralisation ou de modification physicochimiques du sol (anoxie ou méthanisation localement) et parfois de (re)mise en circulation de polluants (de nombreuses décharges internes ou illégales contiennent des produits toxiques et baignent maintenant ou vont baigner dans le plafond de la nappe). Cette eau polluée peut circuler horizontalement et verticalement d'autant plus facilement que le sous-sol a été fracturé par les affaissements[41]. C'est au cœur du bassin minier que la nappe de la craie semble la plus polluée par les nitrates[43] (parmi les records européens), alors que la région est très urbanisée. En 2001, 8 % de la population du bassin minier (contre 1 % dans le Pas-de-Calais et 1 % dans le Nord) étaient desservis avec une eau de plus de cinquante milligrammes de nitrate par litre (hors-norme). C'est aussi là que la nappe de la craie est la plus sollicitée[44]. Des pompages peuvent aspirer des eaux venant de zones plus polluées et ce risque augmente avec la remontée de la nappe, qui devrait s'achever au début du XXIIe siècle[41]. Le passé industriel du bassin minier, en plus d'une agriculture régionale très intensive, explique les retards connus par la région par rapport à la moyenne nationale en matière d'amélioration de la qualité de l'eau. Des efforts beaucoup plus importants qu'ailleurs y sont nécessaires pour atteinte le bon état écologique requis par la trame verte et bleue et la Directive-cadre sur l'eau.

#### Potentiel thermo-énergétique de la nappe
Ce potentiel géothermique, permanent ou saisonnier de cette nappe, éventuellement pour un stockage provisoire ou saisonnier de calories ou de frigories via des pompes à chaleur. Dans le bassin minier du Nord-Pas-de-Calais, depuis la fin du XXe siècle, à la suite du recul de l'industrie, la nappe de la craie remonte après avoir été fortement surexploitée.
La prospective climatique laisse penser qu'en Europe de l'Ouest, les hivers pourraient devenir de plus en plus pluvieux et frais, avec des étés plus chauds et secs. Le réservoir de la craie pourrait donc se remplir plus vite que ce qui a été prédit par les premières modélisations. Cette « néo-nappe du houiller » est en train de se former dans les vides miniers du bassin, plus ou moins écrasés à la suite des foudroyages. Durant les effondrements (dès 1850), des fissures ont pu s'ouvrir dans le massif rocheux et modifier irréversiblement les écoulements souterrains et de surface. Localement l'eau affleure ou noie déjà des points bas, et parfois des terrains urbanisés, ce qui impose aux collectivités un pompage permanent pour dénoyer les zones d’affaissement minier.
La nappe est un gigantesque stock naturel de calories ou de frigories. Lors des crises pétrolières de la fin des années 1970, et au début des années 1980, il a été suggéré de la valoriser comme source de thermies via des pompes à chaleur, pour le chauffage collectif ou la climatisation de grands ensembles tertiaires, industriels ou d'habitat, ou comme lieu de stockage de calories (ou frigories) d'origine solaire ou industrielles (par exemple à partir de l'énergie fatale perdue par les incinérateurs dans l'atmosphère en été, alors que ces calories pourraient utilement servir au chauffage en hiver). La dureté de l'eau peut toutefois entartrer les échangeurs thermiques (sans précautions particulières). Il ne semble pas y avoir drainage minier acide dans ce bassin grâce notamment à la dureté naturelle de cette eau. Une pollution par des agents corrosifs d'origine naturelle ou industrielle, voire urbains (salage des routes), des risques d'apparition de biofilm incrustant, existent localement, dont en raison d'un taux excessif de nitrates et de fuites des égouts vers la nappe.
Depuis les années 1980, deux études ont porté sur ce potentiel, qui pourrait retrouver un intérêt dans le cadre de l'adaptation au changement climatique. En 1984, le conseil régional du Nord-Pas-de-Calais, accompagné par l'AFME (devenue depuis l'ADEME) et le BRGM, a demandé une étude et une carte d'orientation pour une exploitation éventuelle de la nappe du bassin minier par des pompes à chaleur. Deux ans plus tard, en 1986, la région et l'AFME lancent une autre étude, sur la température de la nappe, avec une carte d'orientation pour l'exploitation thermique de la nappe de la craie du bassin minier, potentiellement très intéressante de ce point de vue. Ceci a donné une nouvelle carte, cinq fois plus précise (au un deux-cent-cinquante-millième), produite par le BRGM, publiée en 1986, étudiée avec EDF qui à l'époque promouvait les pompes à chaleur eau/air (bien plus efficaces que les systèmes air/air, surtout si l'on veut produire une eau à quarante ou cinquante degrés).
Des PACs (Pompes à chaleur) pourraient fournir des calories aux collectivités ou au secteur tertiaire, piscines, hôpitaux, entrepôts frigorifiques, activités de séchage ou dés-humidification de produits, grandes serres (dix mètres cubes par heure pour mille mètres carrés de serre)… Des débits de centaines de mètres cubes (pouvant être réinjectés dans la nappe via un autre puits, pour former une boucle thermique) sont nécessaires et seraient possibles dans le bassin minier, où l'exploitation minière a en quelque sorte joué un rôle comparable à celui de la fracturation hydraulique utilisée pour l'« activiation » de forages pétroliers, gaziers ou d'eau, mais à bien plus grande échelle. Un passage de l'eau par des lagunages naturels pouvant être intégré dans la trame verte du bassin minier, et permettrait peut-être même de contribuer à la dépolluer.
L'AFME considérait en 1986 qu'il fallait de 0,4 à 1,5 m3 d'eau de nappe pour chauffer un équivalent logement collectif, et de 0,7 à trois mètres cubes pour un logement individuel. Les progrès techniques récents de l'isolation thermique (dont la maison passive) et des systèmes de PACs, associés à des capteurs géothermiques verticaux, des champs de sondes géothermiques, des pieux énergétiques…) permettent aujourd'hui des rendements bien meilleurs.
Il semblait facile dans les années 1970 à 1980 (avant la fermeture des derniers puits miniers), dans le bassin houiller, d'utiliser des « doublets de forages » pour prélever des calories ou pour stocker de l'eau chaude dans la nappe (circulation en boucle d'eau qui se réchauffe ou se refroidit dans le sous-sol), qui améliorent l'efficacité de pompes à chaleur de forte puissance. Certains freins existent cependant, pour partie évalués, dont la minéralisation totale élevée, tout comme la dureté et localement les teneurs en fer. Les risques de corrosion sont ici très faibles (sauf par effet diélectrique), mais les risques de dépôts entartrants sont à maitriser (calcaire, fer, soufre, mobilisés par la cristallisation ou le biofilms bactériens), car pouvant fortement affecter les capacités des échangeurs thermiques). Il faut aussi prendre en compte dans cet environnement complexe et très artificialisé l'existence de pompages en amont ou en aval des forages, qui perturbent ce qui serait l'écoulement naturel de la nappe. Il faut aussi prendre en compte certaines autorisations ou possibilités administratives de rejets, le coût de fonctionnement des systèmes de pompage et de relevage (jusqu’à cinq-mille mètres cubes par jour pour certaines stations), des redevances sur les prélèvements d'eau souterraine, les taxes d'assainissement…).
Des opportunités existent là où les pompages existent et sont nécessaires (dénoiement de zones urbanisées), dans les parties basses où le risque d'inondation par remontée de nappe est permanent. Là, l'étude de 1986 suggérait qu'il serait intéressant de combiner la récupération de calories avec les pompages de dénoiement qui évacuent leur eau vers les canaux.
En 1986, en France pour les eaux de moins de vingt degrés, le prélèvement de calorie était possible sans autorisation, mais tout forage ou ouvrage devait être déclaré s'il dépassait dix mètres de profondeur dans le sol (article no 131 du Code minier), et tout forage de plus de quatre vingts mètres nécessitait une autorisation préfectorale (décret du 3 octobre 1958), de même que tout forage de plus de dix mètres si le débit escompté dépassait deux-cent-cinquante mètres cubes. Au-delà d'un certain débit maximal (huit mètres cubes par heure en 1986), tout forage non destiné à des fins domestiques (la pompe à chaleur entre dans ce cadre) devait être déclaré au préfet dans les huit jours suivant sa mise en service. Les captages d'eau potable, les cimetières, certaines prescriptions des documents d'urbanisme, déclarations d'utilité publique ou servitudes, peuvent interdire le captage. Le rejet en surface ou en nappe d'eau ayant servi à transférer des calories doit répondre à certaines conditions (par exemple, moins de 30 °C, pas de pollution ni d'adjuvant…) ou nécessite une autorisation préfectorale.
À la suite du Grenelle de l'environnement, un Schéma régional climat air énergie (en cours d'écriture en 2011) pourrait peut-être contenir de nouvelles dispositions concernant cette ressource potentielle. Le Parc naturel régional de l'Avesnois s'est également intéressé à cette ressource et suggère une étude élargie aux nappes superficielles, qui demanderait de mesurer ou modéliser la profondeur et l'épaisseur de la nappe, son hydrochimie, sa transmissivité et sa température. Certaines données étant déjà disponibles (température, qualitomètres, sur ADES, sondages profonds sur InfoTerre, le visualiseur de données géoscientifiques du BRGM). La nappe du calcaire carbonifère aurait aussi pu être thermiquement exploitée, mais alors en Belgique où elle est moins profonde ou plus coûteusement dans le nord de la France (car située à plus de cent à deux cents mètres de profondeur). Mais cette nappe est très surexploitée ; elle baisse d'un à 1,5 mètre par an, depuis plus d'un siècle.

## Arts et littérature

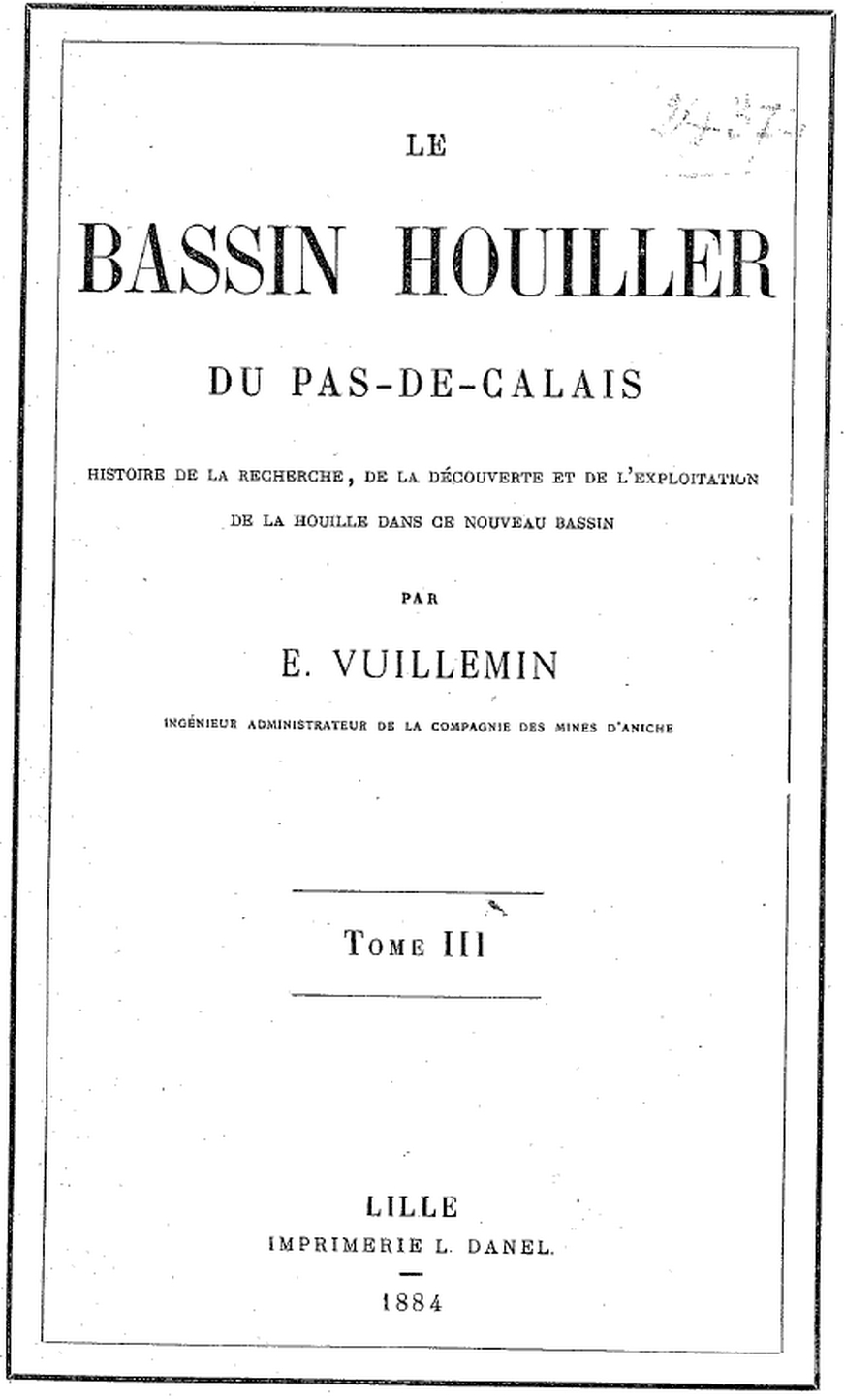
Émile Vuillemin, Le Bassin Houiller du Pas-de-Calais, tome III, 1883.

Le bassin minier fait l'objet d'une littérature conséquente. Dans toutes les époques, des ingénieurs et des dirigeants de houillères ont rédigé des ouvrages scientifiques, mais il a aussi inspiré les romanciers.

### Sciences et géologie
- Édouard Grar a publié entre 1847 et 1850 les trois tomes d'Histoire de la recherche, de la découverte et de l'exploitation de la houille dans le Hainaut français, dans la Flandre française et dans l'Artois, 1716-1791. L'ouvrage traite de l'exploitation du bassin minier du Nord de sa découverte jusqu'à la révolution.
- Dans les années 1880, Émile Vuillemin, directeur de la Compagnie des mines d'Aniche publie les trois tomes de l'ouvrage Le Bassin Houiller du Pas-de-Calais, Histoire de la recherche, de la découverte et de l'exploitation de la houille dans ce nouveau bassin.
- En 1886, Albert Olry publie Bassin houiller de Valenciennes, partie comprise dans le département du Nord : Études des gîtes minéraux de la France, et dix-huit ans plus tard, Topographie souterraine du bassin houiller du Boulonnais ou bassin d'Hardinghen.
- En 1991 et 1992, Guy Dubois et Jean-Marie Minot publient les deux tomes d'Histoire des Mines du Nord et du Pas-de-Calais. Tous ces ouvrages, ainsi que d'autres moins connus, permettent d'avoir une bonne connaissance de l'exploitation du bassin minier à toutes les époques. En parallèle, de nombreux documents émanent des archives des compagnies et des groupes, et sont conservés au Centre historique minier de Lewarde.
- En 2007, Virginie Debrabant, archiviste au Centre historique minier de Lewarde, et Gérard Dumont, publient les trois tomes des trois âges de la mine[57]. De nombreuses autres publications sont faites en partenariat avec le Centre historique minier[58].

### Romans
- Le mineur Jules Mousseron, qui travaille au fond à Denain, créé en 1899 le personnage de Cafougnette.
- Germinal, treizième roman de la série des Rougon-Macquart est publié par Émile Zola en feuilleton entre novembre 1884 et février 1885 dans le Gil Blas, l'année de la grande grève des mineurs d'Anzin débutée le 2 mars 1884. L'auteur s'est rendu au fond de la mine et dans les corons pour inspirer l'intrigue de celui de ses romans qui s'est le plus vendu. Après sa première édition en mars 1885, il est aussi publié dans plus d'une centaine de pays et adapté pour le cinéma et la télévision au cours des deux siècles suivants.
- La Chaîne des terrils et Bertrand Verfaillie publient en 1996 Terrils majeurs en sol mineur, mettant en valeur les terrils du bassin minier.

### Téléfilm sur Radio-Quinquin
En 1980, le Bassin minier du Nord-Pas-de-Calais est le théâtre d'un jeu du chat et de la souris entre la police et la CGT, qui va plusieurs fois reconstruire l'émetteur pirate de Radio-Quinquin et le cacher en différents endroits du Bassin minier du Nord-Pas-de-Calais, qu'ils connaissent comme leur poche, dans « l'imbroglio urbain formé par les communes du bassin ». Le gouvernement maintient alors la pression et « ce sont des dizaines de cars de police qui ont tourné autour des terrils », observe Le Monde , qui reconnaît que « Radio-Quinquin » « a mené la vie dure à ses poursuivants (…) au gré d'un jeu de piste improvisé », obligeant les cars de police à « franchir en tous sens les innombrables passages à niveau et couper au plus court dans les corons qui marquent ce pays » mais finalement « en pure perte ».
Les Ondes du souvenir, téléfilm de Sylvie Ayme, 2020, a choisi comme intrigue historique la répression par Valéry Giscard d'Estaing des radios libres « Lorraine cœur d'acier » et « Radio-Quinquin », sur fond de désindustrialisation forcée est la trame de ce téléfilm policier, succès populaire avec une audience leader de 5,4 millions de téléspectateurs,.